# Ancien tramway de Grenoble
Vous lisez un « article de qualité » labellisé en 2010.
L'ancien tramway de Grenoble est un réseau de tramway urbain et suburbain métrique de la région grenobloise créé en 1894, exploité par la société grenobloise de tramways électriques, et qui a aujourd'hui totalement disparu. À cette époque de croissance industrielle et démographique, les anciens modes de transports hippomobiles, fiacres et omnibus, mis en place depuis la fin du XVIIIe siècle, ne suffisent plus à assurer les dessertes urbaines. Les lignes urbaines et suburbaines vont se développer continûment jusque dans les années 1920.
On compte alors trois exploitants majeurs : la Société grenobloise de tramways électriques qui exploite les lignes urbaines, les Voies ferrées du Dauphiné qui desservent, depuis Grenoble, la rive gauche de l'Isère jusqu'à Froges ainsi que la vallée de l'Oisans et enfin le tramway Grenoble - Chapareillan qui relie le centre de Grenoble à Chapareillan en desservant toute la rive droite dans la vallée du Grésivaudan.
Par la suite ce moyen de transport va lentement décliner avec la montée en puissance de nouveaux moyens de transport que sont l'autobus, le trolleybus et la voiture individuelle. Il cesse définitivement de circuler en 1952 après 56 ans de service, le tramway actuel faisant son apparition dans la capitale des Alpes françaises dès 1987.

## Histoire

### Prémices et traction à vapeur

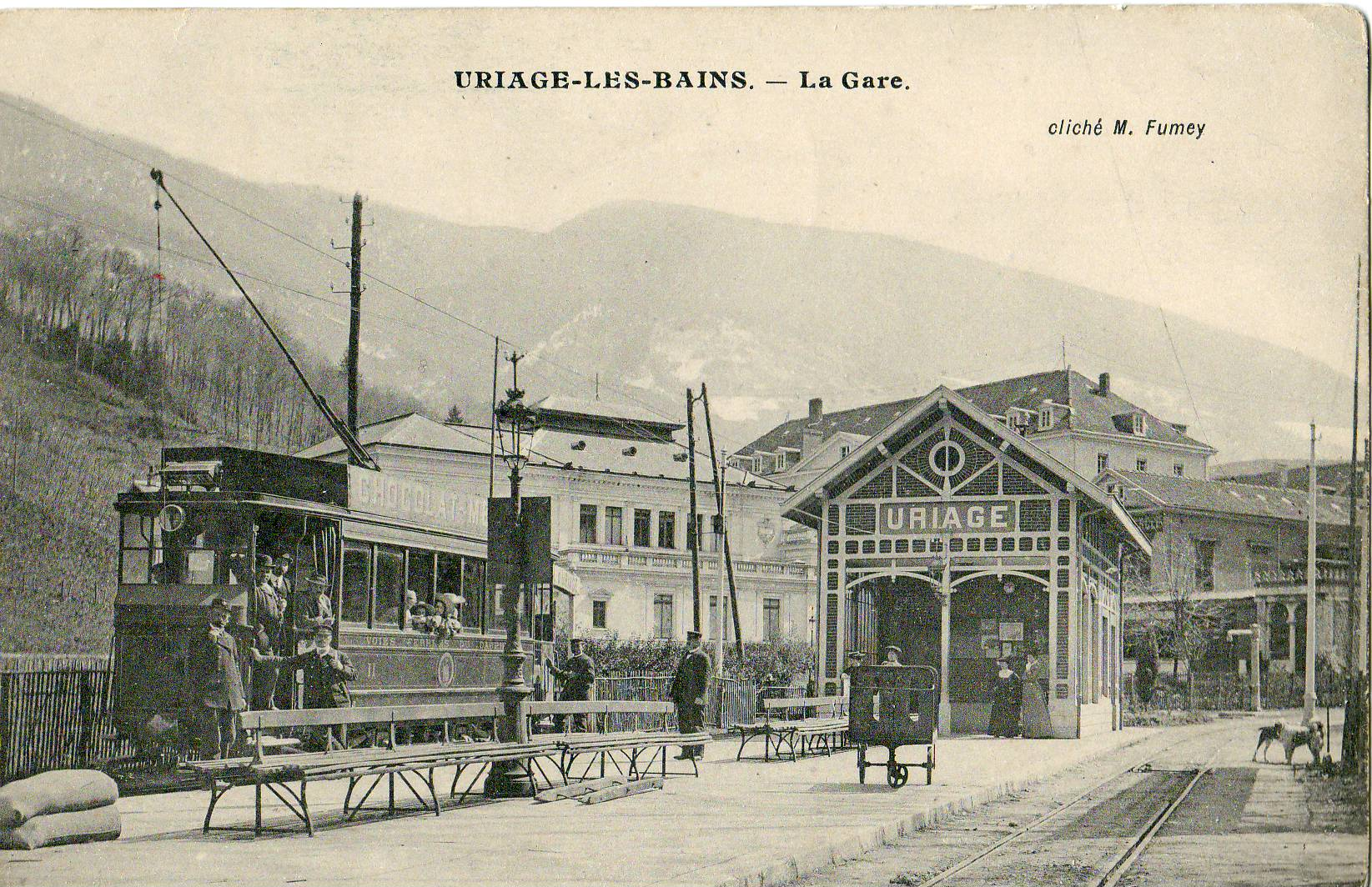
La gare d'Uriage desservie par la Société des voies ferrées du Dauphiné, ici après l'électrification de la ligne en 1902.

Les premiers rails font leur apparition à Grenoble en 1858 avec l'arrivée du chemin de fer, à l'occasion du prolongement en direction de la capitale des Alpes de la ligne des Chemins de fer du Dauphiné, Saint-Rambert-d'Albon – Pique-Pierre.
Le transport urbain commence quant à lui à se développer à partir des années 1880. Six lignes d'omnibus relient alors la place Grenette, située au centre de Grenoble, à d'autres quartiers moins centraux ainsi qu'aux communes environnantes de La Tronche et de Saint-Martin-d'Hères.
Alors que le premier tramway à vapeur circule à Paris dès 1876 et que le tramway électrique fait son apparition en 1890 à Clermont-Ferrand, de nombreuses demandes de concession pour ce type de transports sont émises pour la desserte de Grenoble. Issu d'une concession accordée à Léon Francq, le premier tramway à vapeur circule à Grenoble à partir de 1894.
Il s'agit d'une ligne interurbaine exploitée par la Société des voies ferrées du Dauphiné (SVFD) reliant la gare PLM de Grenoble à la ville de Vizille via Uriage-les-Bains.
Vizille était déjà reliée, depuis décembre 1893, à Rioupéroux, puis au Bourg-d'Oisans à partir de juillet 1894, par le premier tramway à vapeur du bassin grenoblois.
Une seconde ligne voit le jour en janvier 1895 entre Grenoble et Veurey-Voroize, issue d'une concession accordée à la compagnie des Chemins de fer économiques du Nord (CEN) qui possède par ailleurs d'autres réseaux secondaires en France, dont une ligne entre Vienne et Charavines en Isère. Cette deuxième ligne, exploitée par les CEN en traction à vapeur, prend son origine au centre de Grenoble au croisement du cours Berriat avec le boulevard Gambetta, d'où elle part en direction de Veurey en passant par Fontaine, Sassenage et Noyarey.

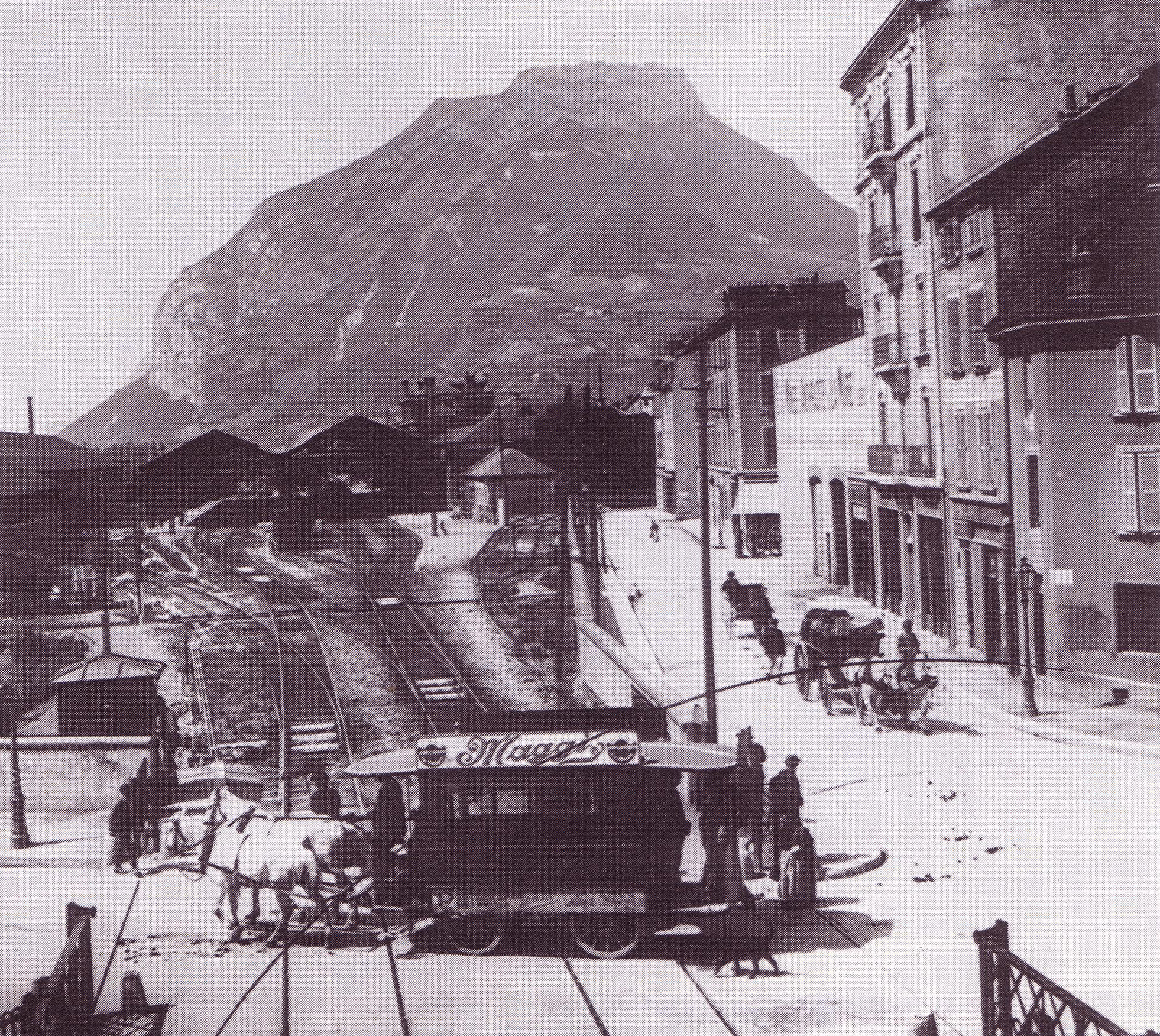
Un « car Ripert » traversant le passage à niveau du cours Berriat.
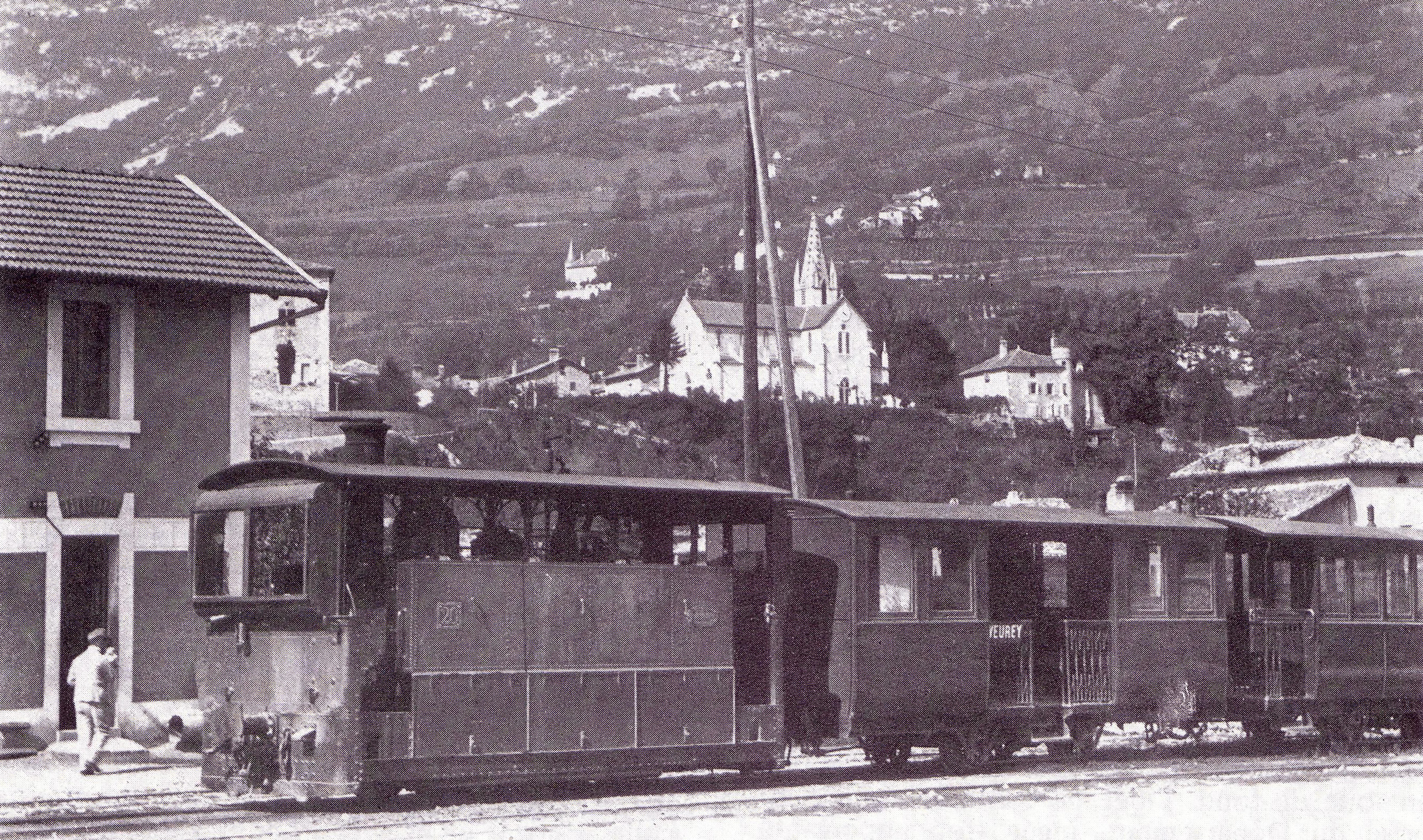
Rame vapeur des CEN sur la ligne de Veurey.

### SGTE et électricité

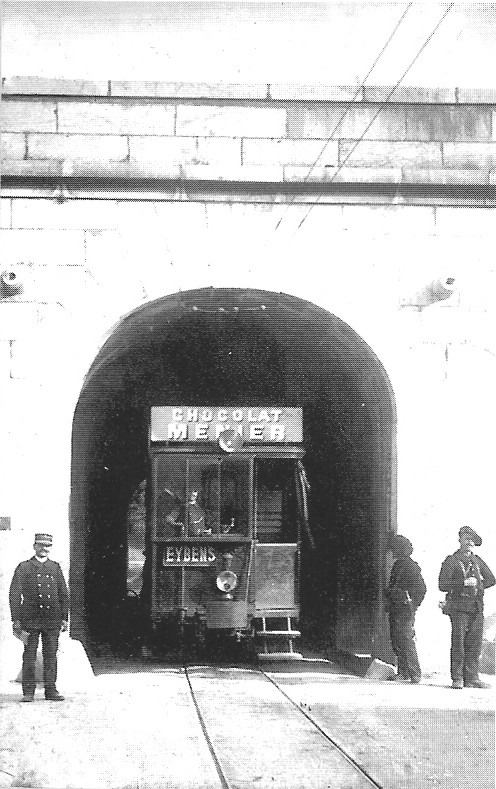
Tramway sortant de la porte des Alpes en direction d'Eybens.

Joseph Chassary et Henri Merlin, habitant tous deux dans la région grenobloise, présentent en novembre 1894 une demande de concession pour deux lignes de tramway à vapeur, avant d'opter officiellement pour la traction électrique par fils aériens et perche trolley en mai 1895. Ces lignes ont pour objectif de desservir le sud de l'agglomération, alors en pleine expansion. Après débats en conseil municipal de Grenoble, la concession pour deux lignes ayant leur origine sur la place Vaucanson, l'une en direction de Varces (12 km) et l'autre en direction d'Eybens (6 km), leur est accordée pour soixante ans par décrets en juin 1896.
En octobre 1896, ils déposent le statut de la Société grenobloise de tramways électriques (SGTE) dont le capital, de type local, sans rattachement à un groupe d'envergure nationale, est constitué de 3 000 actions de 500 F, soit 1 500 000 F. La SGTE voit officiellement jour le 13 avril 1897, et se substitue à MM. Merlin et Chassary qui en deviennent respectivement président du conseil d'administration et administrateur.
Quatre jours plus tard, le 17 avril 1897, ils inaugurent les deux premières lignes de tramway électrique de Grenoble, moins de onze ans après l'apparition de la première installation électrique à Grenoble en 1888 (quelques ampoules branchées place de Verdun) pour le bal du 14 juillet. Grenoble devient la 18e ville de France à faire circuler des tramways électriques.
L'énergie électrique nécessaire au fonctionnement des tramways est produite par une station centrale située dans l'enceinte du dépôt de tramways Anatole-France le long du cours Saint-André (actuel cours de la Libération). L'électricité est alors produite par des groupes électrogènes où des machines à vapeur entraînent des dynamos système Thury construites par Schneider et Cie au Creusot. À l'époque le réseau de la SGTE, long de 18 km, est à voie unique et métrique, avec, en certains points, des évitements permettant le croisement des convois. Deux types de rails sont utilisés pour constituer le réseau : en ville, ce sont des rails à gorge type « Broca » encastrés dans les pavés, et en rase campagne des rails sans gorge type « Vignole ».
Le matériel roulant alors utilisé est constitué de neuf « voitures automobiles » (automotrices), neuf « voitures remorques » et deux fourgons utilisés pour le transport des marchandises et du courrier, tous construits par les Chantiers de La Buire à Lyon. La vitesse maximale de ces convois est 30 km/h.
Au mois de décembre 1899 a lieu l'ouverture d'une nouvelle ligne de tramway, non pas par la SGTE, mais par la compagnie du tramway de Grenoble à Chapareillan aussi appelée TGC. Dans un premier temps, en attendant l'achèvement des travaux, la ligne relie la place Notre-Dame, à Grenoble, à la ville de Crolles, avant de desservir son terminus définitif à partir du mois de mars 1900.
Une troisième société naît en juillet 1899, la Société Grenobloise de Force et Lumière, qui exploite l'énergie hydraulique et apportera son concours plus tard, par une énergie meilleur marché, consacrant le dynamisme de la ville dans ce secteur.

### Début du siècle et extensions

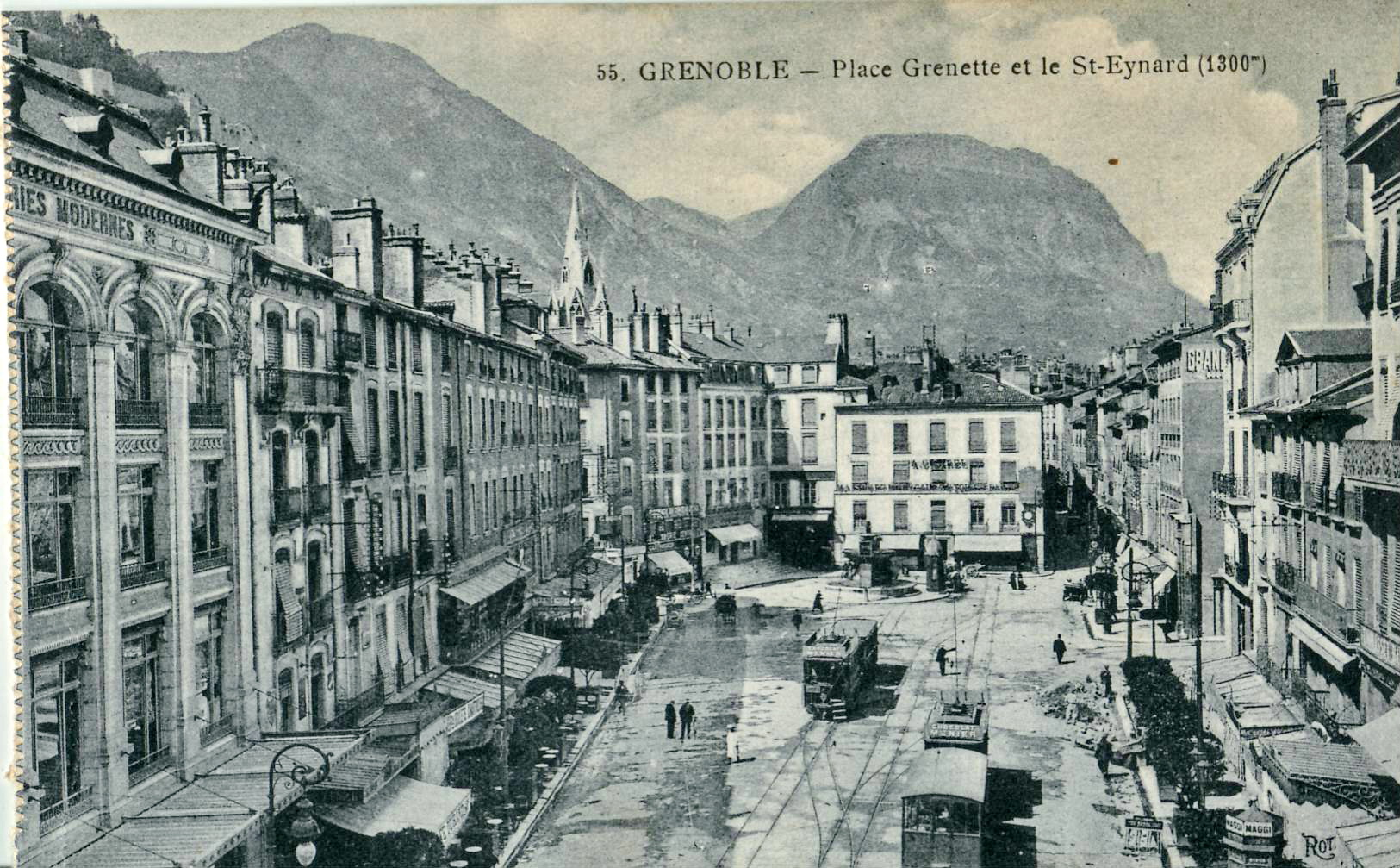
La place Grenette, nouveaux départs des lignes de la SGTE.
On distingue parfaitement le plan de voies des lignes de tramways

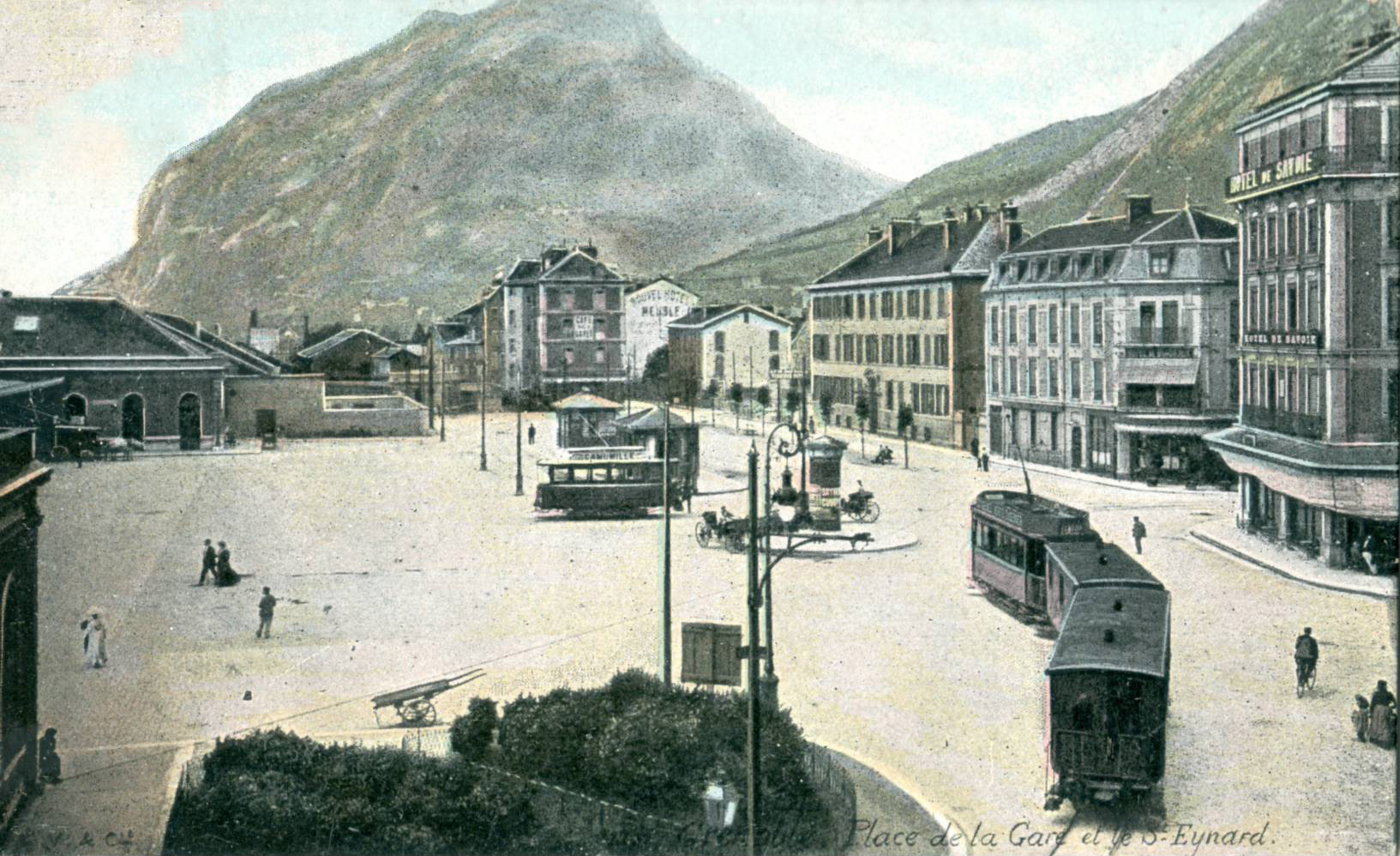
Tramway arrivant à la gare PLM.

Deux mois seulement après l'inauguration de ses deux lignes, la SGTE entreprend des travaux pour ajouter un embranchement long de 1,8 km de Pont-Rouge à Claix, section qui est mise en service le 7 novembre suivant.
En 1900 est réalisée une grande extension du réseau avec l'ouverture de quatre nouvelles lignes pour un total de 20 km de voies supplémentaires :
- 14 avril : ouverture de la ligne Place Grenette - La Tronche ;
- 12 mai : ouverture de la ligne Place Grenette - Voreppe avec un embranchement vers La Monta (dans les hauteurs de Saint-Égrève en direction de Quaix-en-Chartreuse) ;
- 9 août : ouverture de la ligne Place Grenette - Gare PLM ;
- 14 août : ouverture de la ligne Place Grenette - Cimetière Saint-Roch[b 2].

Enfin, le 1er octobre de cette même année, le départ des lignes d'Eybens et de Varces, établi jusqu'alors place Vaucanson, est transféré place Grenette par le biais d'une prolongation de 200 m environ empruntant la rue Saint-Jacques. Ce nouveau tronçon permet ainsi de relier l'« ancien » et le « nouveau » réseau.
Une septième ligne est ouverte le 6 août 1901 ; elle relie la rue Félix-Poulat au pont du Drac à l'extrémité ouest du cours Berriat. Cette ligne est connue sous le nom de « Ligne du cours [Berriat] » ou « Ligne du pont du Drac ».
Elle est vouée dès son ouverture à être l'axe tramway le plus important du réseau, tant par les quartiers desservis que par le passage des tramways du CEN, mais aussi à cause d'un projet de chemin de fer de montagne, censé relier Grenoble et Villard-de-Lans. Elle se distingue aussi en étant la seule ligne à double voie (une par sens de circulation) presque intégrale de Grenoble, seule la traversée des voies du PLM se faisant en voie unique. L'ouverture de ces nouvelles lignes a conduit la SGTE à agrandir son parc de matériel roulant en acquérant 17 automotrices et huit remorques en 1900, puis quatre autres motrices en 1901, totalisant donc, au 31 décembre 1901, 30 motrices et 17 remorques pour un réseau de 41 km et sept lignes exploitées.
Le tronçon du pont du Drac, utilisé par les tramways électriques de la SGTE et les convois à vapeur des CEN (sept par jour), crée un contraste peu flatteur pour le tramway de Veurey. Cela incite le Conseil général à voter le rachat de la concession des CEN pour la confier ensuite à la SGTE. Le 28 mars 1902, elle obtient la concession, le 1er septembre suivant la concession change de main puis, un an plus tard, le 3 septembre 1903, le premier tramway électrique circule jusqu'à Sassenage, d'où une navette à vapeur prend le relais jusqu'à Veurey. Puis dans un second temps, à la suite du renforcement de la centrale électrique courant 1905, la navette à vapeur laisse place au tramway électrique le 21 octobre de cette même année. Des trois lignes de tramway à vapeur de l'agglomération grenobloise, elle était la dernière encore en exploitation, à la suite de l'électrification des lignes des VFD vers Vizille et Domène, portant à 56 km la longueur des huit parcours, auxquels il faudra ajouter 4 km supplémentaires en 1907 après le prolongement de Varces à Vif. Ce dernier, qui était demandé depuis l'ouverture de la ligne par les Vifois, fut finalement obtenu dix ans plus tard à la suite de quelques pressions de leur part.

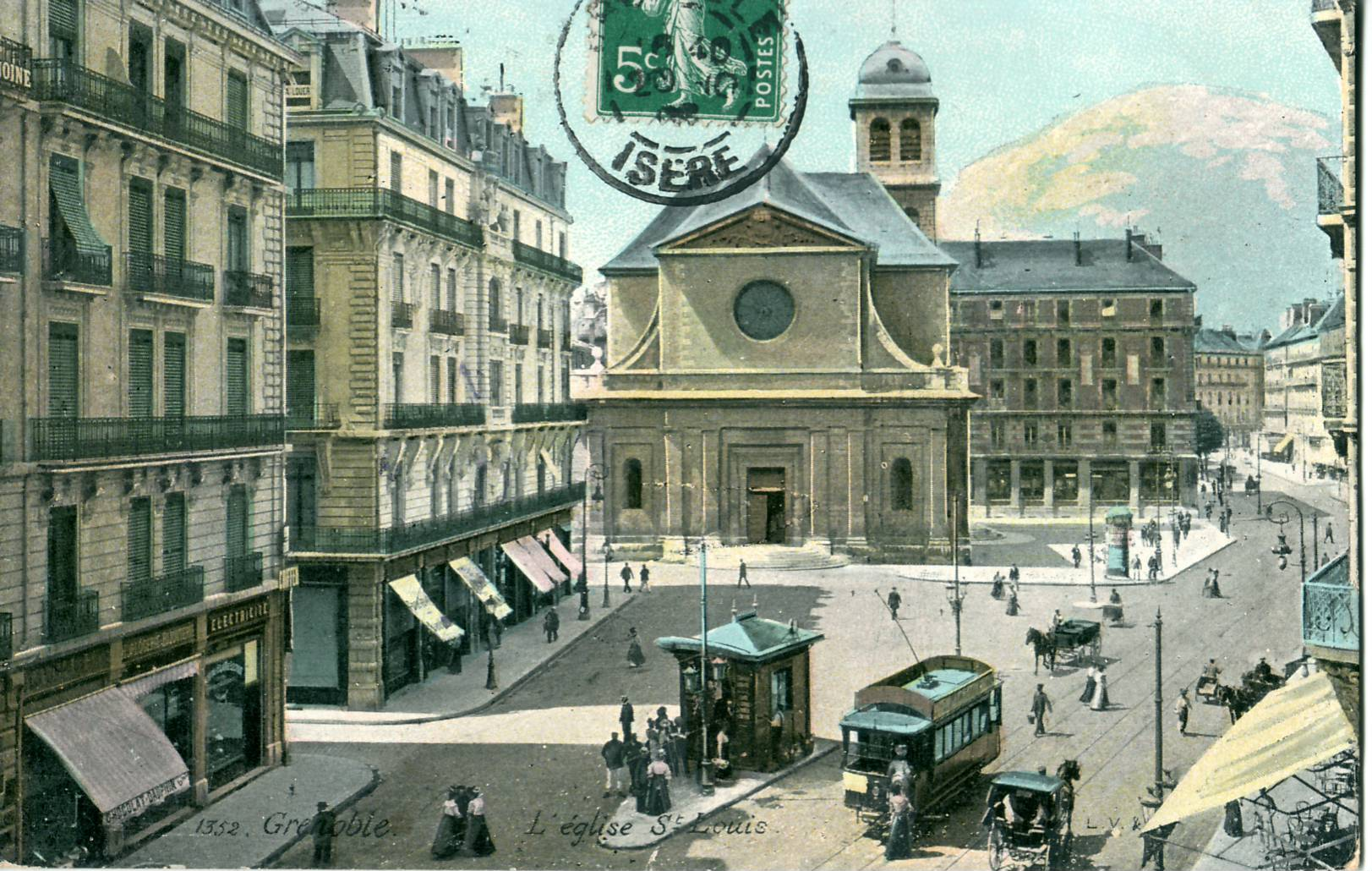
La ligne du pont du Drac (ici, rue Félix-Poulat) avec les deux voies qui lui sont caractéristiques.
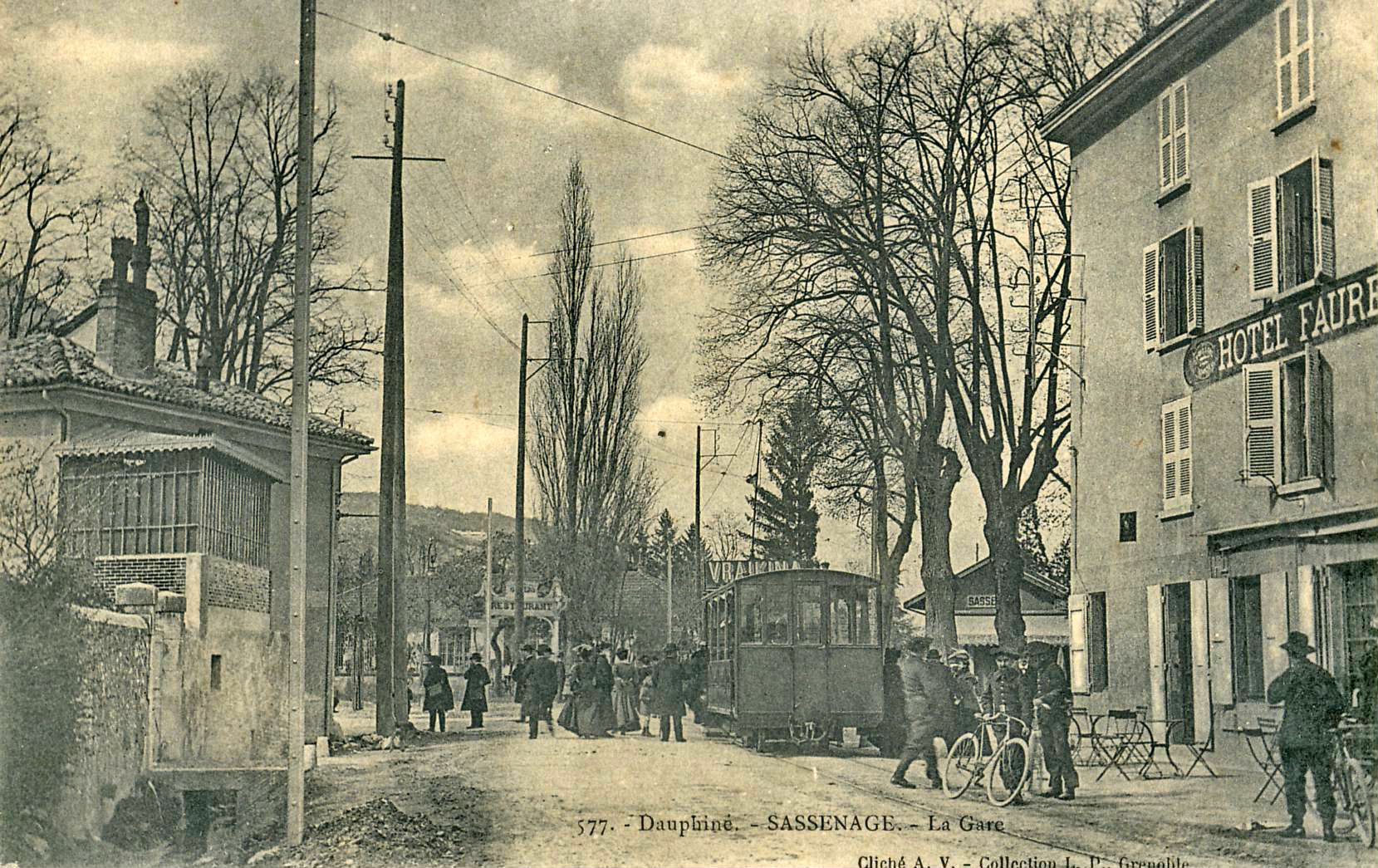
Le tramway à Sassenage
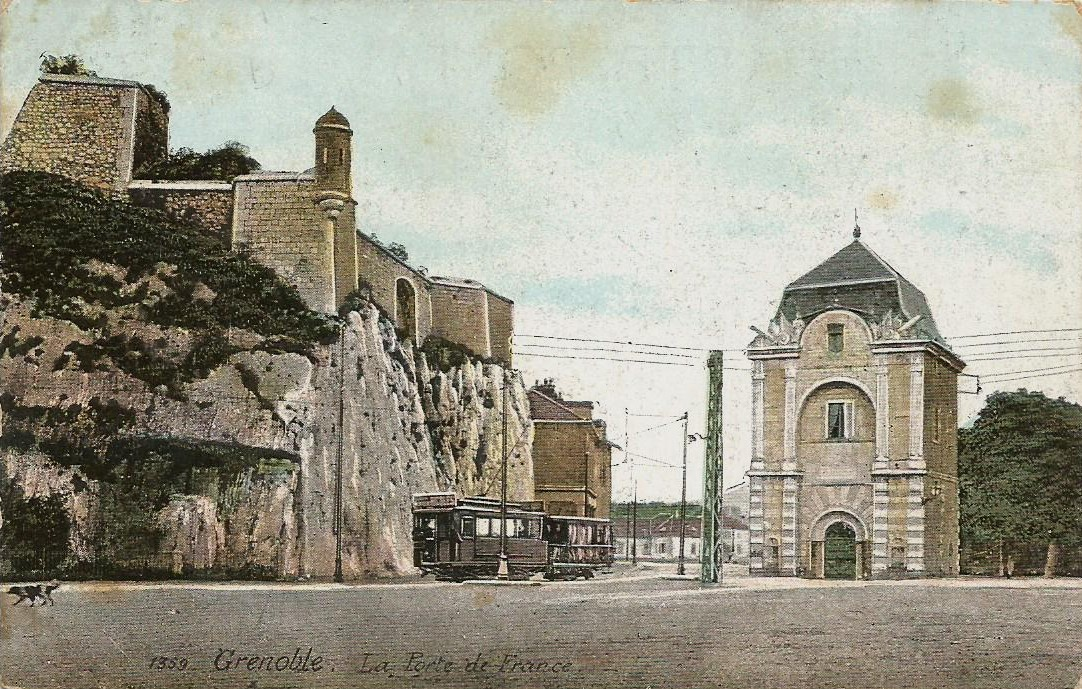
Le tramway passe la Porte de France en direction de Voreppe

### De l'apogée au déclin

Carte animée de l'évolution des infrastructures ferroviaires de l'agglomération de Grenoble, dont celle des anciens et actuels tramways, de 1890 à nos jours.

#### Dernières évolutions et extensions

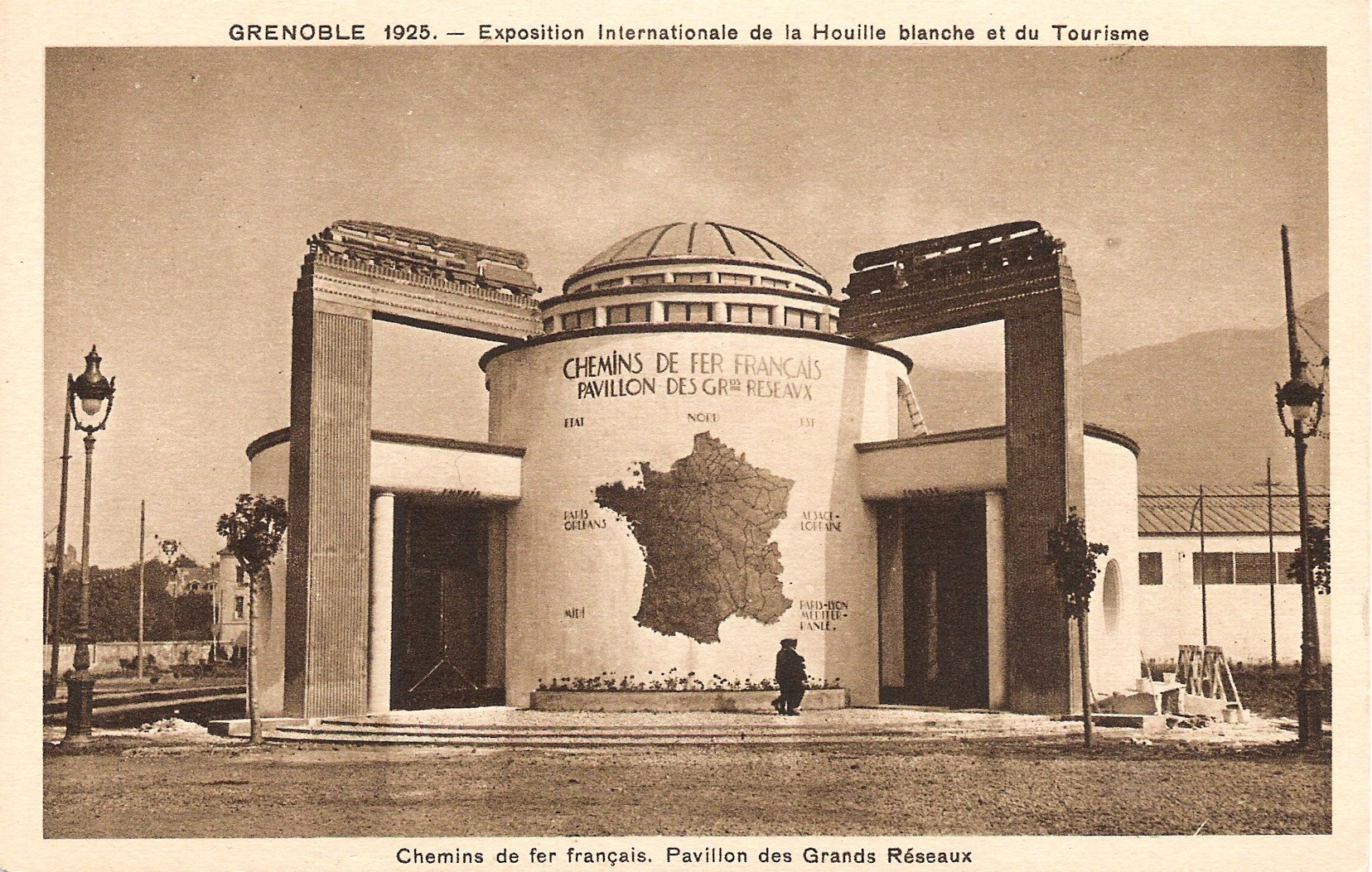
Palais des chemins de fer lors de l'Exposition internationale de la houille blanche.

À la suite des bons résultats financiers de l'exploitation du tronçon Varces-Vif, la SGTE ne s'oppose pas à l'extension jusqu'aux Saillants du Gua demandée par ses habitants. Mais la guerre qui éclate en 1914 va empêcher l'engagement des travaux. Aux difficultés d'après-guerre vient s'ajouter un terrain peu propice à la pose des rails, aussi le prolongement prend de plus en plus de retard. C'est finalement le 14 juin 1923 que la nouvelle section de 4 km est ouverte. Elle aboutit à Genevray, juste avant le pont qui enjambe le torrent la Gresse. C'est seulement cinq ans plus tard, en 1928, que la voie traverse enfin la Gresse, et que le terminus est installé aux Saillants du Gua, soit 50 m plus loin.
À cette époque, le réseau de la SGTE atteint son apogée avec 103 km de voies (GVL inclus). Le matériel roulant est, quant à lui, composé de 42 motrices et environ 45 remorques.
De 3 733 000 voyageurs transportés en 1902, on passe à 4 763 000 en 1912 puis à 7 201 000 en 1927 (dont 343 000 sur la ligne du GVL). Face à l'accroissement du trafic, et avec l'Exposition internationale de la houille blanche organisée à Grenoble en 1925, la SGTE continue à agrandir son parc par l'acquisition de nouvelles rames en 1923 (cinq) et en 1927 (trois). En juillet 1928 de nouvelles voies de croisement/évitement sont installées pour augmenter la fréquence sur la ligne. Puis en mai 1929 sont mis en place les « Quarts d'heure du Rondeau », où les tramways circulent toutes les 15 minutes (au lieu de 30) entre le centre de Grenoble et le Rondeau. Les premiers signaux électriques sont mis en place sur le secteur Poulat-Grenette, afin de diminuer la perte de temps due au croisement des tramways.

#### Fin du monopole
Les années 1930 marquent la fin du monopole pour les tramways. Dès le 1er janvier 1930, M. Grindler lance une ligne d'autocars parallèle à la ligne Grenoble/Pont-de-Claix/Varces/Vif/Les Saillants du Gua. MM. Fège et Trouillon lui emboîtent le pas en ouvrant une ligne longeant le tramway vers Veurey — ligne d'autobus qui a l'avantage de se prolonger jusqu'à Saint-Quentin-sur-Isère au-delà de Veurey. De son côté, la SGTE continue la modernisation de son réseau. En juillet 1931, le département et la SGTE signent un avenant aux concessions. Celui-ci permet à la SGTE le rallongement des convois de 20 à 60 mètres (pour faire face à la surcharge des rames aux heures de pointe) ainsi que l'augmentation de la vitesse portée à 25 km/h (au lieu de 20 km/h) en ville et surtout 40 km/h (au lieu de 20 km/h) hors agglomération. Pendant ce temps de nouvelles lignes d'autobus sont ouvertes ; les autocars Barret relient le centre de Grenoble aux cités HBM de la Capuche puis celles des Jardins (actuel parc Paul-Mistral) ainsi que la cité HBM de l'Abbaye avant de desservir le quartier de la Croix-Rouge à Saint-Martin-d'Hères et la biscuiterie Brun. L'entreprise Fège et Trouillon va à son tour ouvrir des lignes urbaines, reliant le centre-ville aux cités HBM situées plus en périphérie.
Le 1er février 1937, la SGTE met en place son nouveau système de paiement. Les billets multicolores sont remplacés par des carnets de « tickets-accordéon ». Ces derniers peuvent être achetés à l'avance dans les gares SGTE, le receveur n'ayant plus qu'à oblitérer le nombre de tickets correspondant à la longueur du trajet à effectuer. Ce nouveau système permet d'accélérer l'acquittement des places par les voyageurs.

#### Premières suppressions
En 1936, l'exercice d'exploitation de la SGTE entraîne un déficit, que cette dernière communique au Conseil général. Dont acte. Le département rachète aux cars Fège la concession de la ligne de Veurey, espérant que la recette remontera sur cette relation. Mais il n'en est rien, la situation continue de se dégrader et le déficit persiste en 1937. En conséquence, le Conseil général décide l'arrêt de ses subventions au 1er juillet 1938 et somme la SGTE d'assainir ses finances. Les premières mesures consistent en une vague de licenciements ainsi que la suppression de certaines sections de lignes. Le 15 juin 1938, la section Pont-de-Claix/Les Saillants du Gua avait déjà été sous-concédée aux cars Grindler, qui les concurrençaient sur ce tronçon depuis 1930. Quinze jours plus tard, le 1er juillet, c'est au tour du tronçon Sassenage - Veurey de disparaître. Le relais est alors pris par les cars SATAD (Société anonyme des transports automobiles dauphinois). Seul persistera jusqu'en 1955 — 2 km au-delà de Sassenage — le service marchandise de chaux de Pra-Paris. Puis le 1er août suivant voit la fermeture des gares d'Eybens et de La Monta. Afin d'écarter tout risque de déficit qu'il devra prendre en charge, le Conseil général décide, en 1938 toujours, la fermeture de la section rurale du GVL Saint-Nizier/Lans/Villard-de-Lans. Une correspondance bus est alors assurée par les cars Huillier jusqu'à Villard-de-Lans. Conséquence directe, la SGTE fait fermer la gare « du transit des abattoirs » qui recevait jusqu'alors exclusivement les animaux arrivant du plateau du Vercors. À chaque fermeture de section de ligne, la SGTE procède à la dépose des rails afin de récupérer la valeur de plusieurs tonnes d'acier.
Les difficultés que connaît la SGTE touchent aussi le TGC et les VFD. Devant la situation financière critique du TGC, le Conseil général de l'Isère décide le rachat de la concession en 1930, pour la remettre à la régie départementale des VFD en 1931. Malgré cela, en 1933 les VFD, concurrencées par les nouveaux modes de transport, se voient obligées de restreindre la circulation de leurs tramways au Touvet, avant de ramener son terminus à Montbonnot en 1937. Dans le même temps, en 1935, les VFD ferment le tronçon entre Froges et Domène.

#### La guerre et l'occupation
À l'aube de la Seconde Guerre mondiale, le tramway semble sans réel avenir, il n'est alors pas question d'ouvrir de nouvelles lignes. Le 1er mai voit l'arrivée d'une taxe d'armement de 1 %, qui voit l'augmentation des tarifs voyageurs, bagages et messageries d'autant. Pour satisfaire aux mesures de défense passive, les éclairages des tramways au dépôt et ceux des gares sont éteints la nuit après le passage du dernier convoi. Après la déclaration de guerre, un service tramways réduit pour temps de guerre est mis en place. Mais le carburant étant rationné, le trafic automobile diminue et l'affluence dans les tramways augmente fortement, ce qui conduit la SGTE à ajouter sur les rames les plus bondées une seconde et parfois une troisième remorque. En 1941 cependant, la pénurie d'énergie contraint la compagnie d'électricité Société Grenobloise de Force et Lumière, dite « Force et Lumière », à réduire de 10 % la tension qu'elle fournit à la SGTE. Cela aura pour répercussion de nombreux problèmes, ainsi qu'une usure anticipée du matériel roulant déjà sujet à des charges importantes.
Alors que le statut d'autorité concédante est réservé à l'État et aux départements, la ville de Grenoble signe avec la SGTE une convention de durée limitée le 27 mars 1943. Les deux parties s'engagent alors à assurer un service provisoire d'autobus entre la place Grenette et les cités HBM de la Capuche et de l'Abbaye. Alors que deux lignes distinctes étaient initialement prévues, une seule est finalement ouverte. Le 5 juillet 1943, la SGTE ouvre sa première ligne d'autobus reliant la place Grenette à la cité HBM de l'Abbaye en passant par les boulevards Gambetta et Maréchal Pétain/place Gustave Rivet/chemin Moyrand. Ne disposant pas encore à l'époque de véhicules routiers pour assurer cette desserte, la SGTE loue deux autobus, roulant au gazogène en raison des restrictions qui ont cours.
Fin 1943, à la suite de l'armistice de Cassibile, l'occupation italienne cède sa place à l'administration allemande dans le cadre de l'occupation de la Zone sud. L'année suivante marque le début des bombardements alliés sur les installations, obligeant la SGTE à suspendre l'ensemble de ses dessertes, comme lors du bombardement du pont ferroviaire de Saint-Martin-le-Vinoux ou après le sabotage de la ligne du GVL par les maquisards, suivi de l'incendie du village de Saint-Nizier par les Allemands. Bien qu'affectée par les combats, la SGTE ne sera cependant jamais visée directement.
Lors de sa retraite, la Wehrmacht fait sauter le 21 août 1944 les deux ponts qui enjambent le Drac au niveau de Fontaine, isolant ainsi les lignes de Sassenage, Seyssins et Saint-Nizier. Grenoble est libérée le lendemain et, 17 jours plus tard, un pont provisoire ouvre à la circulation (à vitesse réduite) des tramways, sur les lignes coupées. Fin 1944, le matériel roulant est en mauvais état, et, sur les 49 motrices que possède la SGTE, 14 seulement sont en état de rouler. En février 1945, quatre sont définitivement retirées en raison de leur usure généralisée. Il ne reste alors que 10 motrices aptes à rouler, alors que 18 sont nécessaires pour un « service normal de guerre » et 25 pour un service amélioré. En raison de ce manque de véhicules, la ligne en direction du cimetière Saint-Roch est supprimée.

### Reconversion et fin du tramway à Grenoble

#### Arrivée des trolleybus

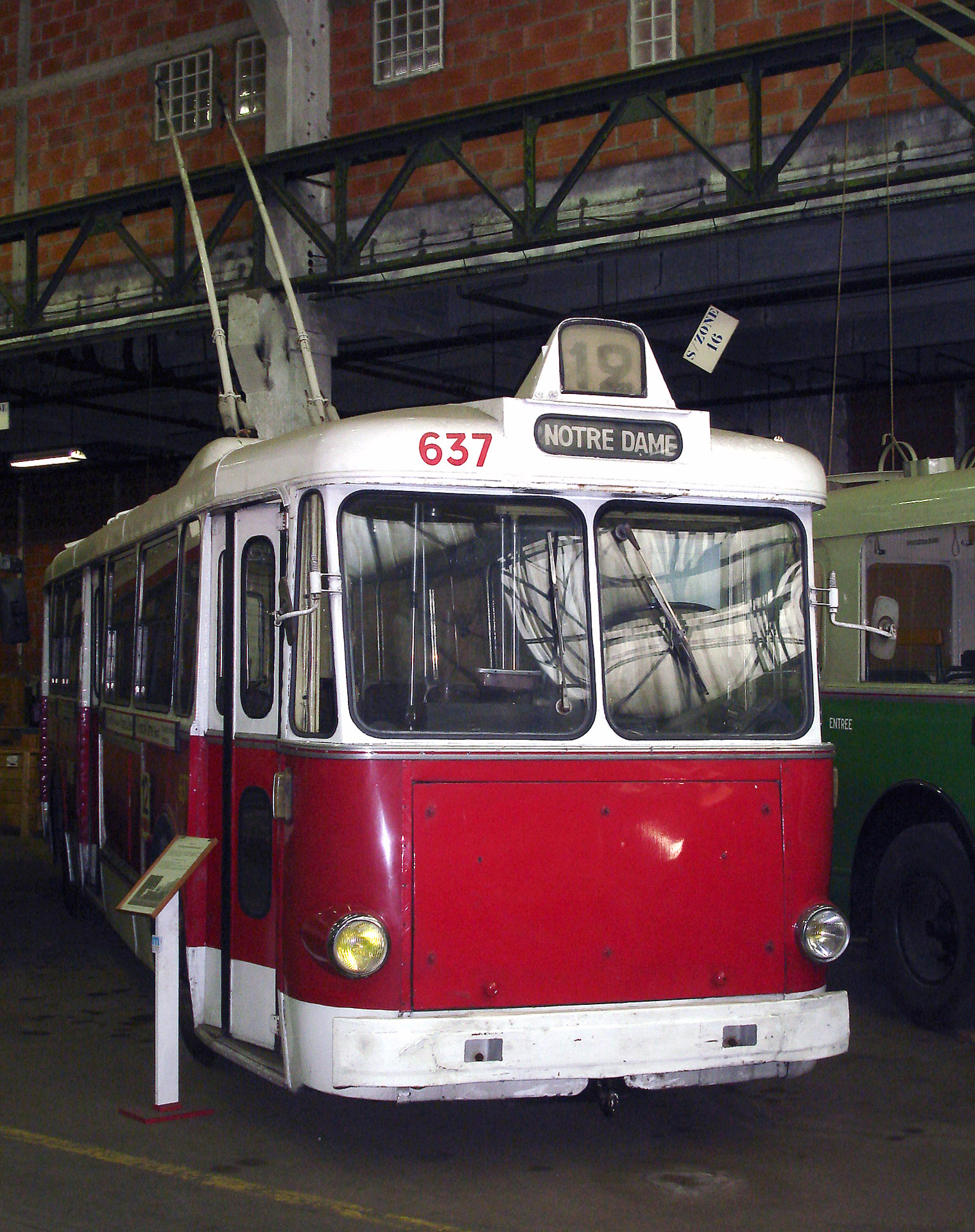
Un trolleybus Vetra VBF grenoblois, conservé au musée des transports de Chelles (Seine-et-Marne).

Arrêtée le 9 juin 1944 à la demande des Allemands, la SGTE reprend l'exploitation de sa seule ligne d'autobus. Au lendemain de la Seconde Guerre mondiale, le réseau SGTE est constitué de neuf lignes de tramway, d'une ligne de bus et de quatre lignes de bus sous-concédées. En avril suivant est créée la commission mixte « Département de l'Isère/Ville de Grenoble/Service du Contrôle/SGTE/VFD » ayant pour mission de rénover les transports en commun dans le bassin grenoblois. Elle propose d'ouvrir des lignes de trolleybus pour remplacer le tramway mal en point. Les projets concernant les trolleybus à Grenoble ne sont à l'époque pas nouveaux, les premiers remontant à 1925. La SGTE s'était alors opposée à ces projets, craignant une concurrence avec ses lignes de tramway.
Après-guerre, la donne a changé : la plupart des rames de tramways datent du début du XXe siècle et le trolleybus apparaît alors comme un moyen de transport moderne. Dans cette optique, la SGTE commande en avril 1945 neuf véhicules à Vétra. Cependant, la demande à l'époque pour ce genre de matériel est forte et, les pénuries d'après-guerre se faisant encore sentir, la cadence de production est relativement faible. De son côté, la SGTE prend aussi du retard : fin 1946, les lignes aériennes de contact nécessaire au captage du courant des trolleybus ne sont toujours pas installées. Les véhicules arrivent finalement à partir de mars 1947, des modèles VBB, rouge malakoff sur le panneau et crème Pologne sur les montants des vitres et le toit. Ils entrent enfin en service le 29 juillet 1947 sur la ligne « Gare SNCF / Le Cèdre (La Tronche) », remplaçant les tramways qui circulaient sur cette ligne encore la veille. Le 29 décembre 1947, c'est au tour de la ligne « Gare SNCF - Rondeau » d'être équipée de trolleybus, ce qui entraîne de profondes modifications sur la ligne de Pont-de-Claix. En heure creuse, seule une navette circulant deux fois par heure effectue le trajet entre le Rondeau et Pont-de-Claix. En heure de pointe et le dimanche après-midi, les tramways viennent renforcer les trolleys à raison d'un par heure.

#### Fermetures des dernières lignes de tramway

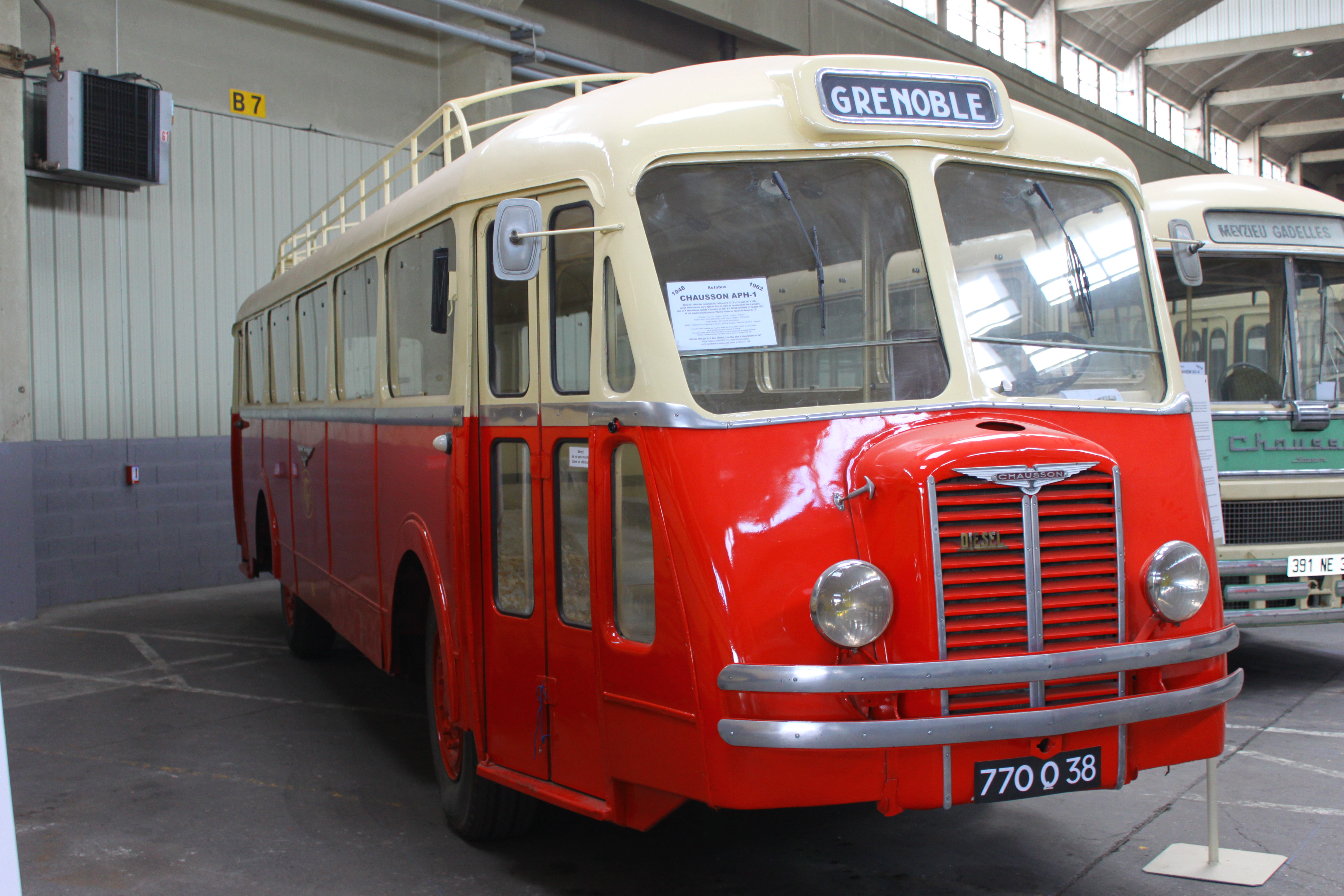
Des autocars tels que ce Chausson APH-1 remplacent les tramways sur la ligne Grenoble - Pont-de-Claix.

Le « Syndicat mixte du réseau des transports en commun de la région grenobloise » (SMRTCRG) voit le jour le 12 août 1948. Il prend la relève de la commission mixte formée en 1947, et a donc pour mission de réorganiser les transports urbains dans la région grenobloise. S'appuyant sur un décret datant d'octobre 1935 qui donnait plus de responsabilités aux exploitants, les participations à ce syndicat sont les suivantes : 20 % pour le département ainsi que pour la ville de Grenoble et les 60 % restant pour la SGTE. Ce syndicat disparaît quelques années plus tard, en 1953, mais a auparavant le temps de terminer le programme de rénovation initié par la commission mixte. En ce sens, c'est au tour des tramways de Pont-de-Claix de céder leur place à des trolleybus. L'implantation de lignes d'autobus étant plus simple que celle de trolley, la SGTE profite de la mise en service d'autobus sur Pont-de-Claix pour reprendre l'exploitation de ses anciennes antennes-tramway de Claix et Varces/Vif/Saillants aux côtés des cars Grindler. Mais, à la suite d'un accord passé avec ces derniers, la SGTE abandonne définitivement Vif et les Saillants au 1er août 1950. De leur côté les VFD mettent fin à leur exploitation de tramways entre 1946 et 1948 sur les tronçons restant, dont, en dernier, celui de Grenoble - Gière, laissant la SGTE dernière exploitante de tramways dans l'Y grenoblois.

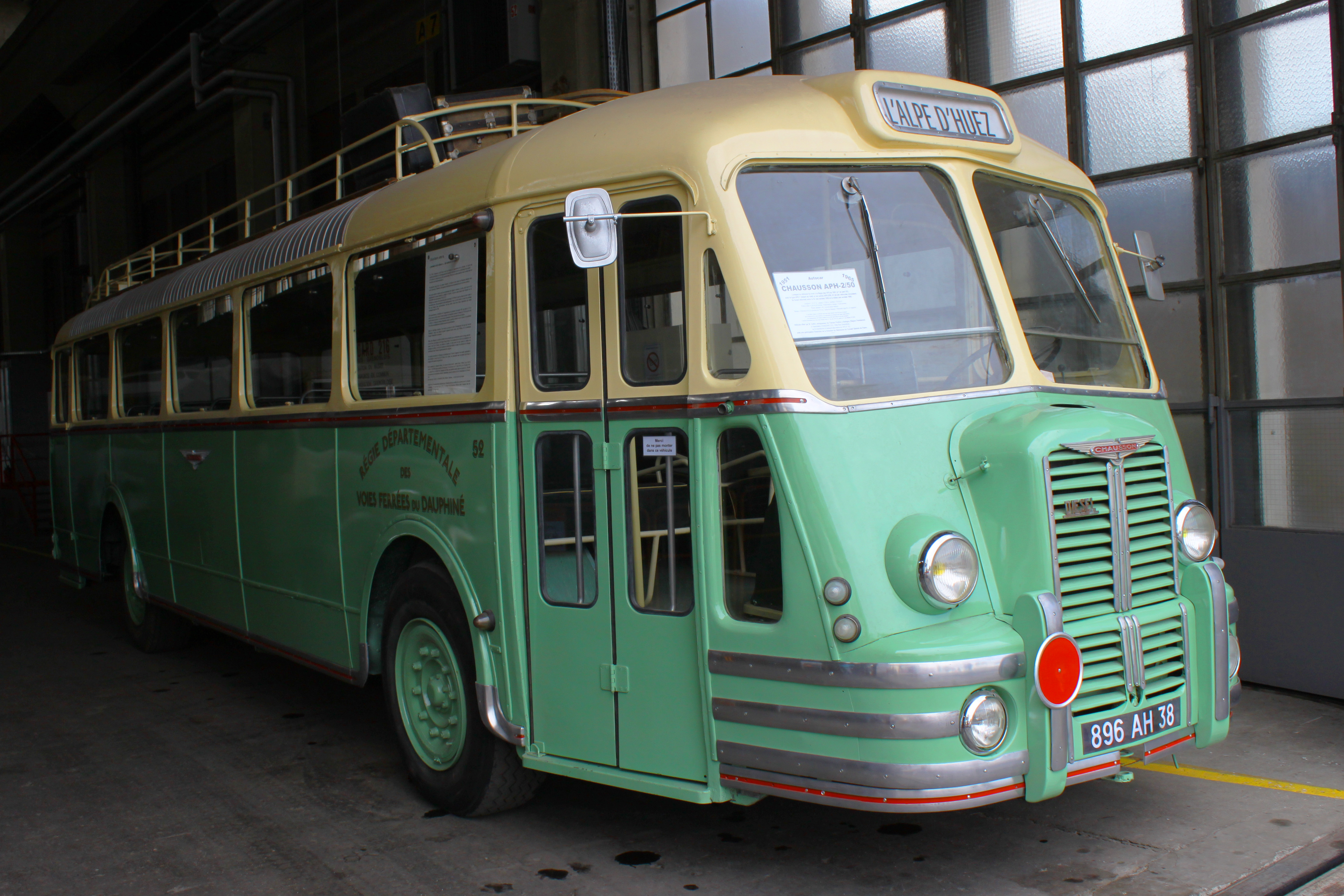
Autobus Chausson APH 2-50 des VFD qui remplacé le tramway des VFD après sa suppression.

Alors que la dernière section du GVL (Grenoble/Saint-Nizier) est supprimée le 1er avril 1949 et qu'il ne reste plus que cinq lignes de tramway à Grenoble, la SGTE installe quelques centaines de mètres de ligne à Fontaine sur l'avenue Aristide Briand pour permettre la création d'une boucle à sens unique qui facilite le transit dans ce secteur, à la suite de sa mise en route le 24 juin 1950. En novembre la construction de la départementale 106 limite la ligne de Seyssins à Seyssinet-Village. Seyssins et les Garlettes étant dorénavant desservis par un autobus SGTE. Le 7 février, c'est au tour de la ligne lignes Eybens - Saint-Égrève de tirer sa révérence. Elle est remplacée par une ligne d'autobus diamétrale reliant Eybens/Grenoble/La Monta et Saint-Robert (desservis en antenne).
Fin 1951, la SGTE n'exploite plus que l'itinéraire du cours Berriat qui draine les lignes du Pont du Drac, Fontaine/Sassenage et ce qui reste de la ligne de Seyssins. Cette dernière est même remplacée le 15 décembre par la desserte autobus de Seyssins. En août 1952, les rails rue de Bonne et rue Diderot/Fontaine-Saveuil sont déposés. La circulation se fait donc en voie unique à double sens entre le fond du cours Berriat et Fontaine-Saveuil. Pour éviter tout risque de collision, les wattmen utilisent un bâton-pilote échangé à chaque extrémité de secteur. Seul celui qui détient ce bâton peut alors circuler, les autres attendent qu'on le leur remette pour s'engager sur la voie unique.
L'exploitation ferrée sur Sassenage s'arrêtant en début de soirée, c'est sur la ligne cours Berriat/Fontaine que circule le dernier tramway, le 31 août 1952. Les tramways sont remplacés dès le lendemain par des autobus Chausson, le temps de la pose de voies aériennes. À partir du mois d'octobre 1952, ils sont remplacés par des trolleybus.
Après la fermeture de ses dernières lignes, la SGTE tente de revendre son matériel roulant à d'autres compagnies, mais en vain. Le tramway, mode de transport très en vogue au début du XXe siècle, est utilisé à son apogée par 134 villes françaises. En 1952, elles ne sont plus que 24 à l'exploiter, et seules trois villes (Saint-Étienne, Marseille et Lille) le verront rouler sans interruption jusqu'à aujourd'hui.
À côté du transport des voyageurs assuré par les tramways, les voies de la SGTE étaient aussi utilisées pour le transport de marchandises. Ce dernier continuera un temps après la fermeture du service voyageurs. Et c'est le 15 octobre 1955 qu'on voit circuler le dernier convoi de chaux, qui met au passage fin à l'épopée ferroviaire de la SGTE.

### Fin de la SGTE

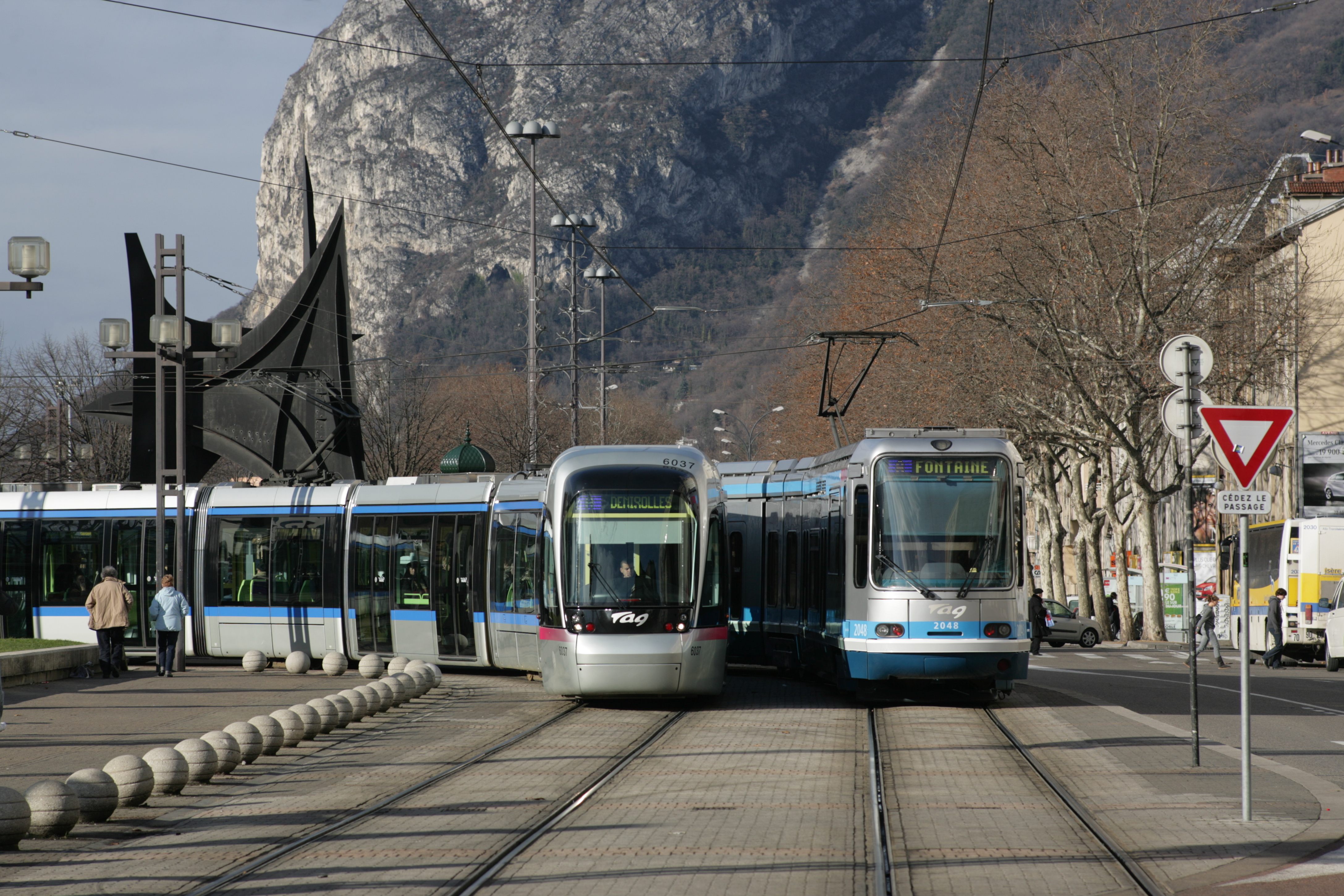
Deux rames du tramway « moderne », tel qu'il circule en 2010.

Après la fermeture de son réseau ferrée, la SGTE continue d'exister avec son réseau d'autobus et de trolleybus, qu'elle va continuer à développer. En 1962, dix ans après la fermeture de ses dernières lignes de tramway, la SGTE change enfin de nom pour devenir « Société grenobloise de transports et d'entreprises » sans pour autant changer son sigle. En octobre 1973, après une dégradation de la situation de la SGTE, les élus de l'agglomération grenobloise créent le Syndicat mixte des transports en commun de l'agglomération grenobloise (SMTC) afin de relancer et développer le réseau. La SGTE publie le 29 octobre 1971, la 1re étude pour la réalisation d'un réseau de tramways modernes à Grenoble. Trois ans avant son terme, la concession SGTE est arrêtée le 31 décembre 1974. Elle cède sa place à la SÉMITAG, Société d'économie mixte des transports publics de l'agglomération grenobloise, qui reprend l'exploitation dès le lendemain sous le nom commercial TAG pour le compte du SMTC.
Trente-cinq ans après sa disparition, le tramway fait son retour à Grenoble en 1987, faisant de Grenoble la seconde ville française, après Nantes, à posséder à nouveau un tramway.

## Lignes
À son apogée en 1927, la longueur du réseau atteint 103 km de voies (GVL inclus) et comporte les lignes suivantes :
Grenoble - Veurey-Voroize

Carte de l'ancien réseau en centre ville.

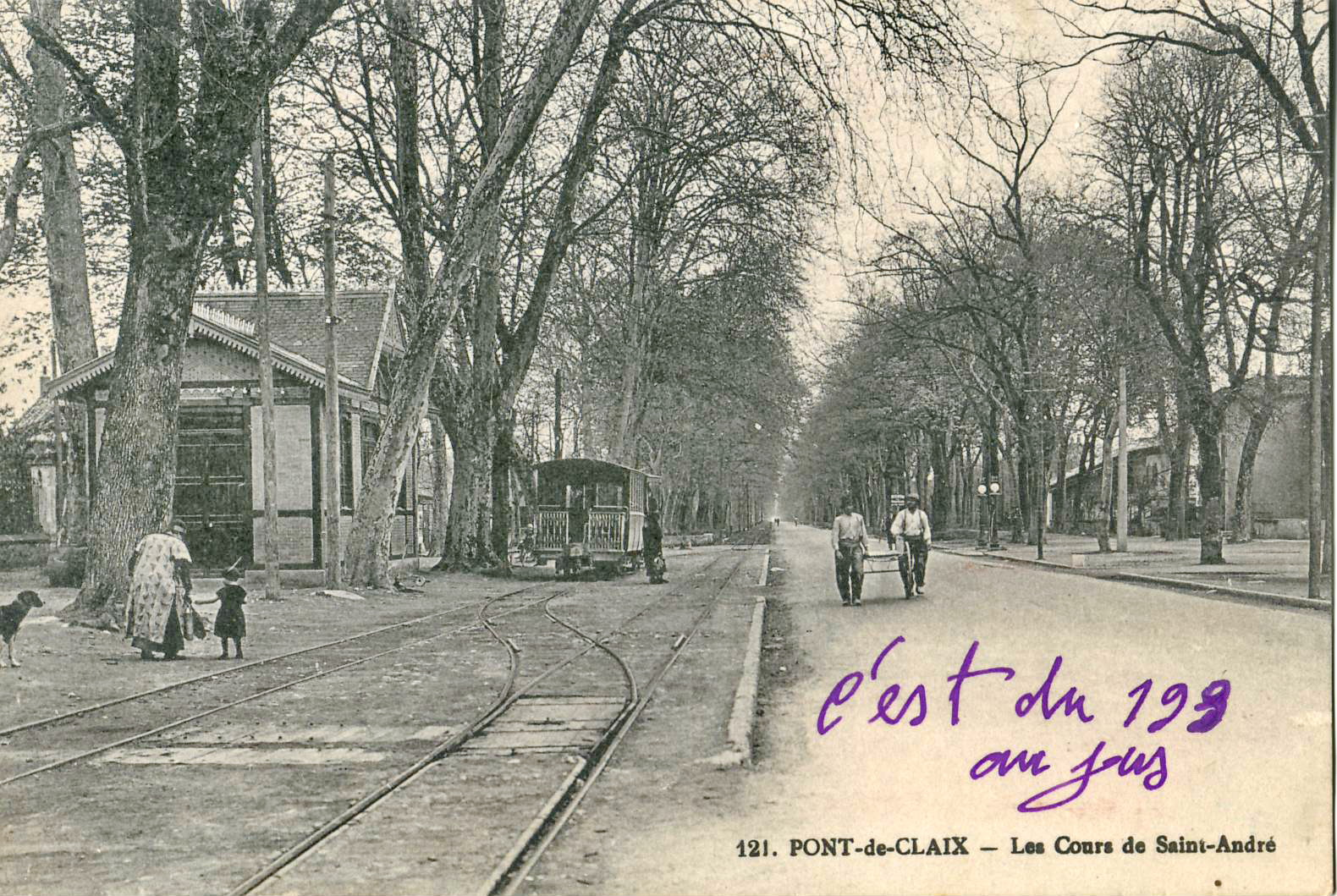
Station de tramway au Pont-de-Claix

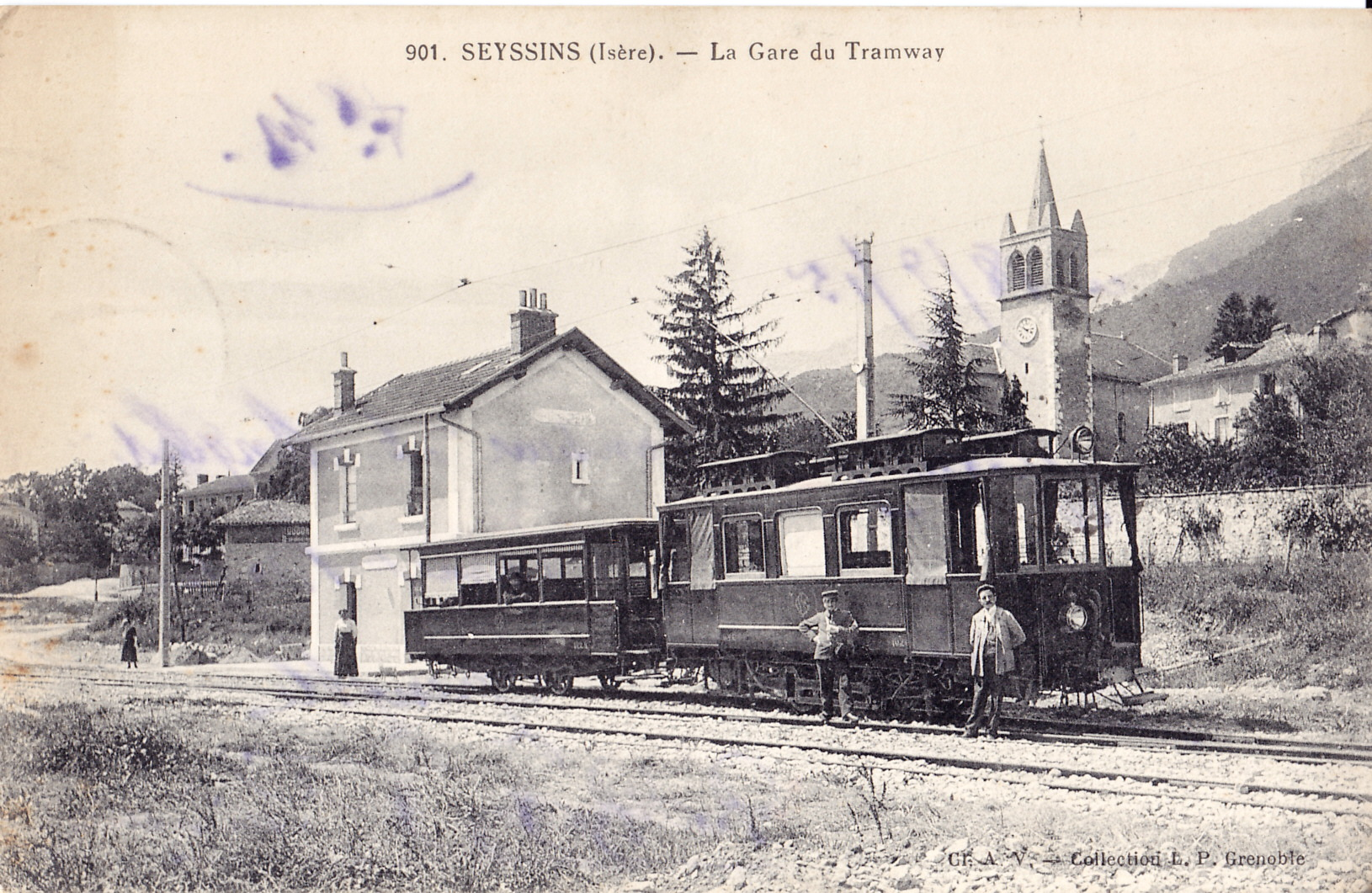
Motrice et remorque à Seyssins.

- Rue Félix Poulat - Place Victor Hugo - Cours Berriat (1902 - 1952)
- Cours Berriat - Pont du Drac - Fontaine - Sassenage (1895 - 1952)
- Sassenage - Noyarey - Veurey (1895 - 1938)

Ligne du Pont du Drac (2 km)
- Rue Félix Poulat - Place Victor Hugo - Cours Berriat - Pont du Drac (1901 - 1952)

Grenoble - Fontaine - Seyssinet - Seyssins
- Rue Félix-Poulat - Cours Berriat (1911 - 1920 / 1949 - 1951)
- Lafontaine - Cours Berriat (1920 - 1949)
- Cours Berriat- Fontaine - Seyssinet (1920 - 1951)
- Seyssinet - Seyssins (1920 -1950)

Grenoble - Claix - Varces Vif - Les Saillants du Gua (20,4 + 1,8 km)
- Place Grenette - Rue Saint-Jacques - Place Vaucanson (1900 - 1949)
- Place Vaucanson - Place de l'Étoile - Rue Lesdiguières - Place Championnet - Rue de Turenne - cours Jean-Jaurès - Rondeau - Pont-de-Claix (1897 - 1949)
- Pont-de-Claix -Pont-Rouge - Varces (1897 - 1938)
- Embranchement Pont-Rouge - Claix (1897 - 1938)
- Varces - Vif - (1907 - 1938)
- Vif - Genevray (1923 - 1938)
- Genevray - Les Saillants du Gua (1925 - 1938)

Voreppe - Saint-Égrève - Saint-Martin-le-Vinoux - Grenoble - Eybens (14 + 5 km après diamétralisation)
- Voreppe - Saint-Égrève (Saint-Robert) (1900 - 1933)
- Saint-Égrève (+ l'embranchement dans Saint-Égrève entre le Pont de Vence et La Monta) - Saint-Martin-le-Vinoux - Pont de la Porte de France - Boulevard Édouard-Rey - Rue Félix-Poulat (1900 - 1951)
- Rue Félix-Poulat - Rue Saint-Jacques (1900 - 1951)
- Place Vaucanson - Place de l'Étoile - Porte des Alpes - Rue de Strasbourg - Avenue Jean-Perrot - Eybens (1897 - 1951)

Grenoble - La Tronche (3,5 km)
- Gare PLM - Avenue Félix-Viallet - Boulevard Édouard-Rey - Place Grenette (1900 - 1947)
- Place Grenette - Rue du Lycée - Les Halles - Notre-Dame - Pont de la Citadelle - La Tronche (1900 - 1947)

Ligne du Cimetière Saint-Roch (1 km)
- Gare PLM - Avenue Félix-Viallet - Boulevard Édouard-Rey - Rue Félix-Poulat - Place Grenette (1900 - 1949)
- Place Grenette - Rue du Lycée - Place de Verdun - Rue Hébert - Cimetière Saint-Roch (1900 - 1949)

## Infrastructure

### Voie et tracés

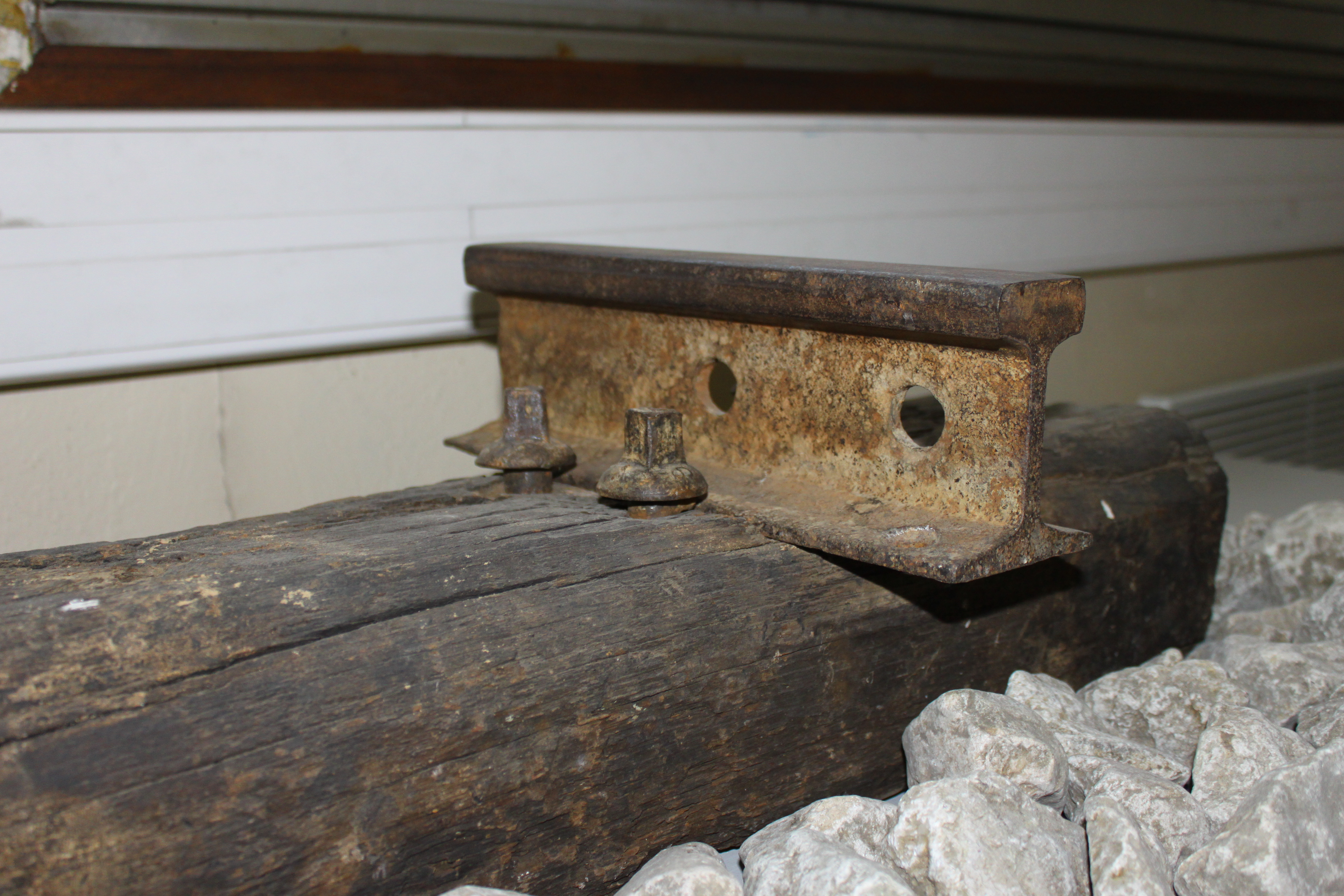
Segment de rail type vignole utilisé par les tramways de la SGTE.

La voie ferrée est construite à l'écartement type métrique, sur la totalité du réseau de la SGTE et des autres compagnies (VFD et TGC). En ville, les rails sont de type Broca (à gorge), alors qu'en rase campagne ils sont de type Vignole (à champignon).
Le réseau est construit à voie unique, à l'exception des tronçons Grenette - Gare PLM et Grenette - Pont du Drac où il existe une section à double voie, une par sens. Le long des lignes à voie unique, au niveau de certaines stations, des évitements permettent le croisement des convois.
Au niveau du cours Berriat, d'Eybens et du cours Saint-André, les voies de la SGTE rencontrent celles de la compagnie PLM. Le croisement s'effectue à chaque fois à niveau.
L'Isère est traversée en deux points :
- par le pont de la Porte de France vers Voreppe ;
- par le pont de la Citadelle vers la Tronche.

Le Drac est traversé :
- au niveau du pont du Drac, vers Veurey ;
- sur le nouveau pont de Claix, construit à quelques mètres du pont Lesdiguières.

Enfin, la Gresse est traversée :
- par le « pont de pierre » au niveau du centre-ville de Vif ;
- au niveau du Genevray.

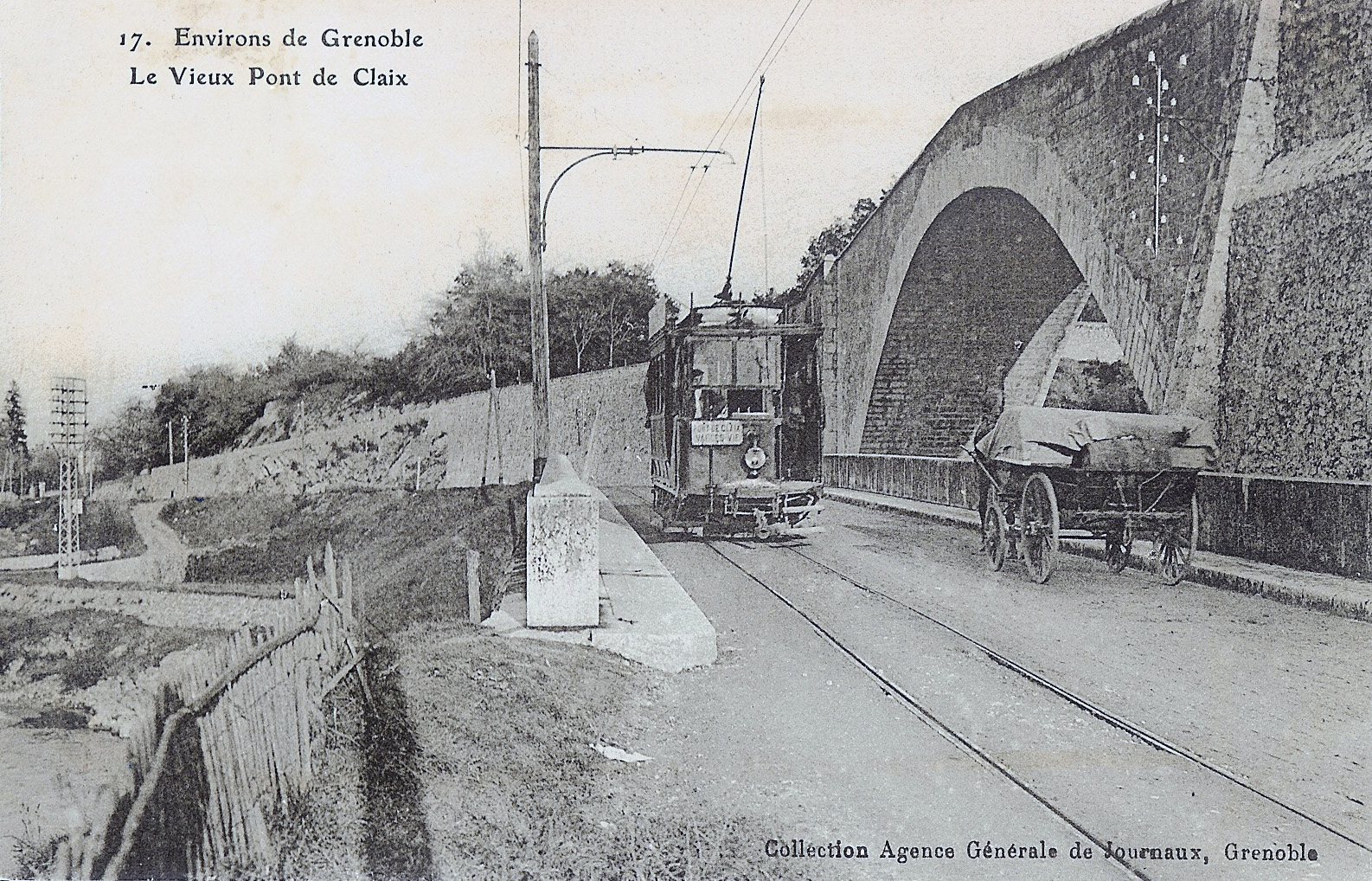
Tramway de la SGTE traversant le Drac à côté du pont Lesdiguières.
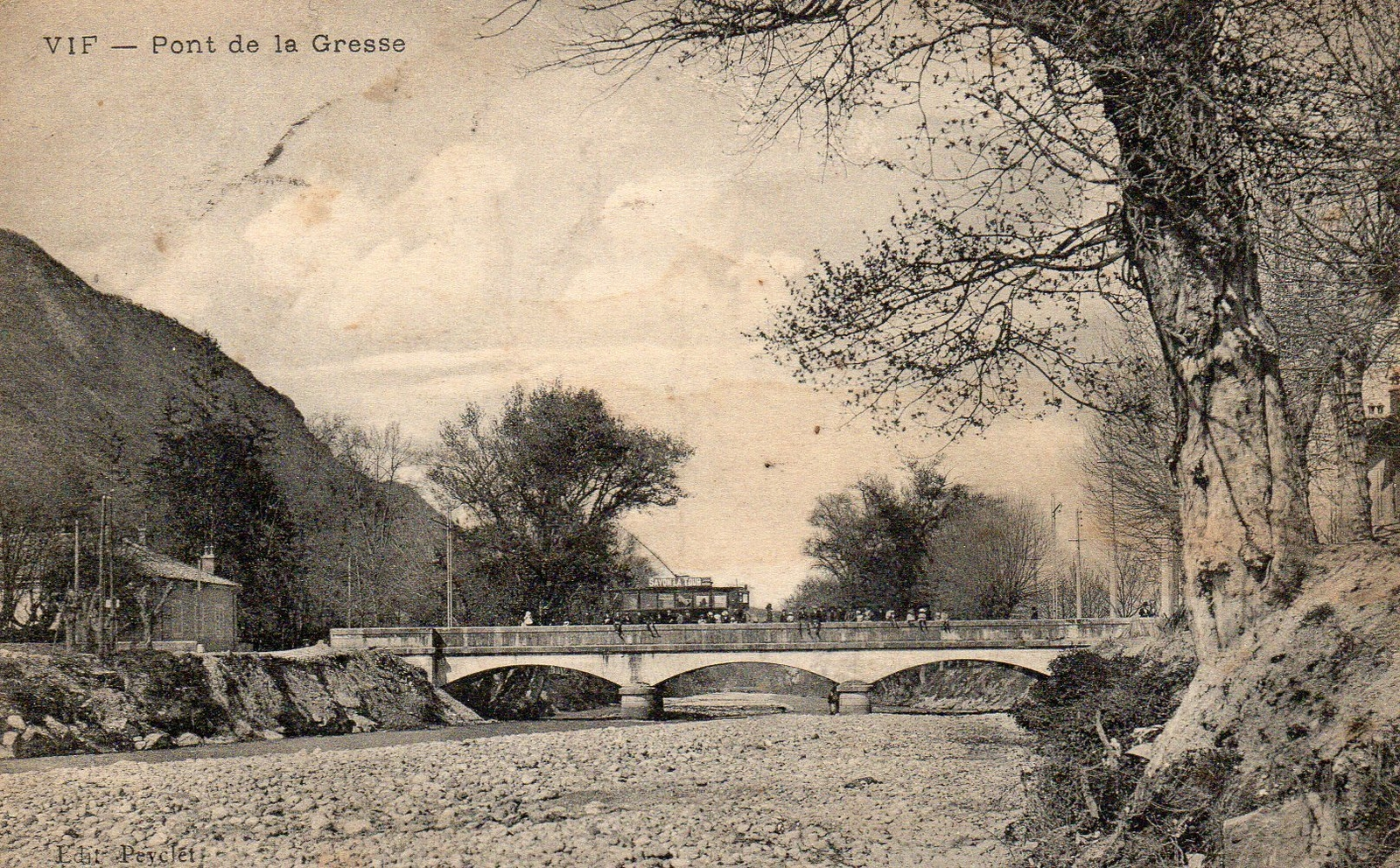
Tramway de la SGTE traversant la Gresse sur le pont de pierre à Vif.

## Matériel roulant
Contrairement à la régie départementale des VFD et aux CEN, la SGTE a porté directement son choix vers le tramway électrique et a possédé uniquement du matériel roulant à traction électrique (à l'exception des remorques qui sont sans moteur). Bien qu'étant mises en service entre 1897 et 1937, les motrices SGTE ont peu évolué et possèdent des caractéristiques similaires. Elles sont constituées d'une caisse en bois, avec un vitrage bilatéral tout le long de la caisse. Elles sont toutes bidirectionnelles, à niveau unique, à classe unique et mesurent environ 8 m de long. Les organes de choc et de traction sont réalisés par un tampon central et un attelage à vis. La prise de courant s'effectue par une perche à trolley à roulette dont l'embase est pivotante.
Les motrices mises en service lors de la première décennie d'exploitation (neuf en 1897, dix-sept en 1900, quatre en 1901 et onze en 1907-1908) sont fabriquées par les chantiers de la Buire à Lyon. Elles sont équipées de deux moteurs Schneider pour les premières, puis de deux moteurs Thomson-Houston pour les suivantes. Pour répondre à l'augmentation du trafic, les ateliers de la SGTE entreprennent courant 1920 la construction de nouvelles motrices. Enfin, au début des années 1930, la SGTE prélève 11 motrices parmi celles mises en service en 1900, dont seuls le châssis et quelques éléments de charpente sont conservés pour la reconstruction de nouvelles motrices, les moteurs étant remplacés par d'autres de construction General Electric.
Les remorques mises en service en 1897 (neuf), 1900 (huit) et 1925 (six) sont également issues des ateliers de la Buire. Elles ont la particularité de ne pas posséder de parois latérales, ce qui leur vaut le surnom de « buffalo ». Entre 1923 et 1927, d'anciennes motrices de 1897-1900 sont transformées en remorques par les ateliers de la SGTE. Enfin, 17 remorques provenant des Ateliers de construction du Nord de la France (ANF) sont mises en service dès 1895 par les CEN, puis récupérées par la SGTE lors de la reprise de la concession.
La SGTE a donc possédé 49 motrices différentes dont 11 ont été reconstruites, 51 remorques et deux locotracteurs pour son propre réseau, ainsi que huit motrices (dont cinq grandes à bogies), six remorques, une locomotive BBC Mannheim et un fourgon automoteur utilisés pour l'exploitation du GVL.

## Un réseau d'intérêt pour l'économie locale

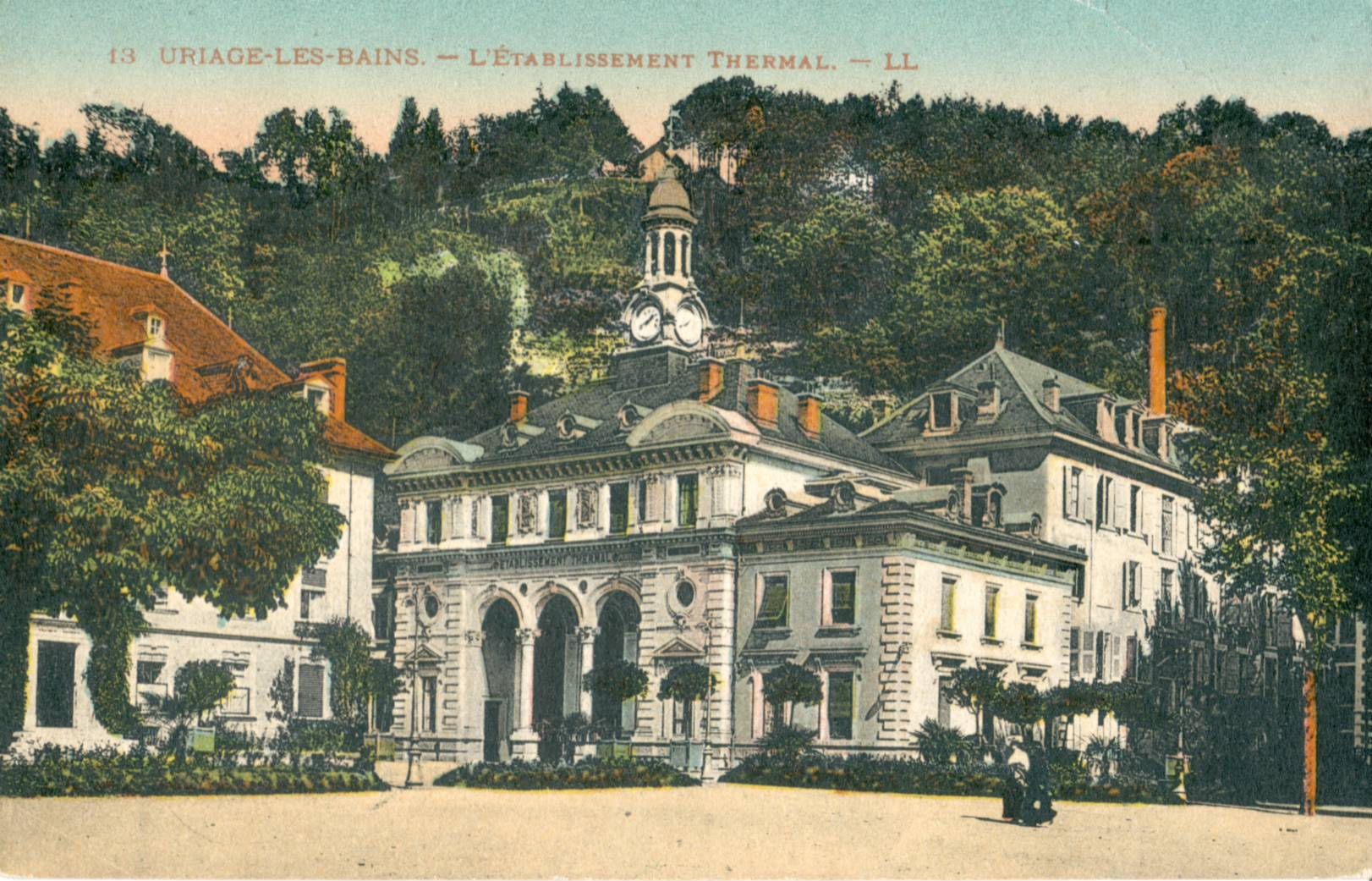
Les thermes d'Uriage, dont l'accès a été rendu plus confortable par le tramway.

En plus d'assurer le transport des Grenoblois et des habitants des alentours, le tramway permet d'apporter, par le transport de marchandises, de l'oxygène aux zones éloignées comme les plateaux du Vercors ou l'Oisans. Les agriculteurs sont les premiers à profiter de ce mode de transport. Depuis le Vercors, l'Oisans ou le Grésivaudan, ils empruntent les rames matinales avec leurs volailles, œufs, légumes et bidons de lait, pour vendre leur production sur les marchés grenoblois. Cela leur permet de retourner à la mi-journée vers leurs fermes. Dans le sens inverse, le tramway a permis d'irriguer les zones éloignées en produits manufacturés ou de construction, indispensables à leur développement. L'administration des Postes profite aussi du tramway, en équipant certaines rames de boîtes aux lettres, et d'autres d'un wagon transformé en agence postale ambulante. Un préposé y oblitère le courrier récupéré à Villard-de-Lans ou au Bourg d'Oisans et commence à le trier.
Au-delà du transport des marchandises, le tramway participe à l'attrait touristique de la région grenobloise. Les guides touristiques vantent la beauté des paysages traversés par les lignes de tramway et celles de trains. L'un de ces ouvrages n'hésite pas à affirmer que « le voyageur qui fera le trajet de Grenoble à Chapareillan sera dans un continuel enchantement ». Pour séduire les touristes, les sociétés exploitantes proposent des billets combinés qui permettent de conjuguer train et tramway. Avec, par exemple, un aller sur la rive droite de l'Isère jusqu'à Chapareillan, puis une correspondance en voiture à cheval jusqu'à Chignin afin d'y effectuer le retour vers Grenoble avec le PLM. Les curistes qui visitent les villes thermales environnantes profitent aussi des accès facilités par le tramway, que ce soit pour Uriage-les-Bains par la ligne VFD, ou Allevard par le tramway de Pontcharra à la Rochette et Allevard.

### Utilisation du tramway par l'industrie locale
L'industrie, quant à elle, cherche à faire diminuer ses coûts liés au transport. Le tramway se révélant plus fiable et surtout moins coûteux que le transport par charrettes traditionnelles (le tonnage transporté en un seul voyage pouvant être bien plus élevé), de nombreuses industries vont faire usage du tramway pour transporter leurs marchandises. Des trains spéciaux, où des remorques attelées aux tramways transportent ainsi :
- de la chaux en provenance des carrières de Pra-Paris entre Sassenage et Noyarey (SGTE). Elle sera ensuite transbordée sur le réseau PLM au niveau du complexe d'échange situé au niveau de l'actuel quartier Europole ou sur le réseau VFD dans une gare située au niveau de l'actuelle rue Humbert II. Les VFD la transportent dans un second temps en direction de la vallée de l'Oisans où se trouvent des usines d'électrométallurgie ;
- du bétail en provenance des plateaux du Vercors, dit « transit des abattoirs », qui utilise le tronçon du GVL en direction des abattoirs situés dans le quartier Jean Macé à Grenoble ;
- du charbon et des boissons en direction du Vercors (retour du transit des abattoirs) ;
- des grumes issues des forêts du Vercors, les chargements étant effectués aux arrêts « Font-noire » et « Les Mures » situés entre Saint-Nizier et Villard-de-Lans.

Certaines entreprises obtiennent même des embranchements particuliers sur les différents réseaux de l'Y grenoblois. Ce sera le cas, entre autres, pour :
- l'usine de la viscose desservie jusqu'en 1952 depuis le Rondeau pour son équipe de 4 heures du matin[4]
- la biscuiterie Brun (VFD) ;
- l'usine Neyret - Breylier et Cie (devenu Neyrpic en 1962[5]) (VFD) ;
- l'usine Vicat située à Comboire, pour le transport de ciment. Ce service ne fonctionne qu'au cours des années 1920, avant d'être abandonné en 1928 à la suite d'un déraillement (GVL) ;
- l'usine de tabac de la Servette (reconvertie en 1916 par les établissements Bouchayer-Viallet en usine d'ébauches d'obus) (TGC).

La SGTE fait même circuler des tramways dès 3 heures du matin vers Pont-de-Claix pour la prise de service des ouvriers sur la plate-forme chimique.
Le service du transit des abattoirs prend fin en 1938 lors de la suppression de la section Saint-Nizier/Villard-de-Lans. Après-guerre, seul le transport de chaux persiste et cela même après la fermeture des dernières lignes voyageurs en 1952.

## Vestiges

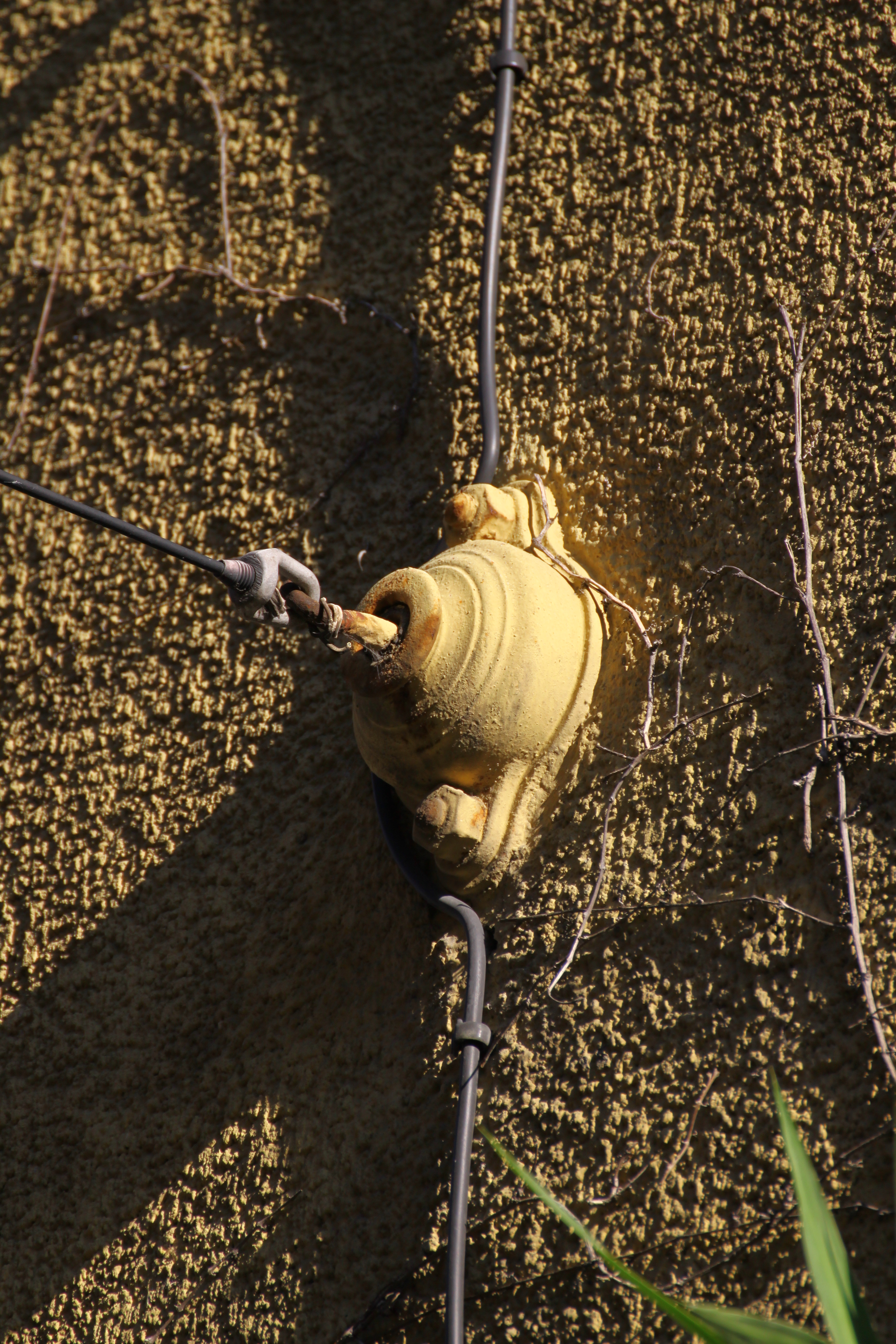
Une ancienne accroche murale de ligne aérienne située rue de Bonne, aujourd'hui utilisée pour fixer les décorations de Noël.

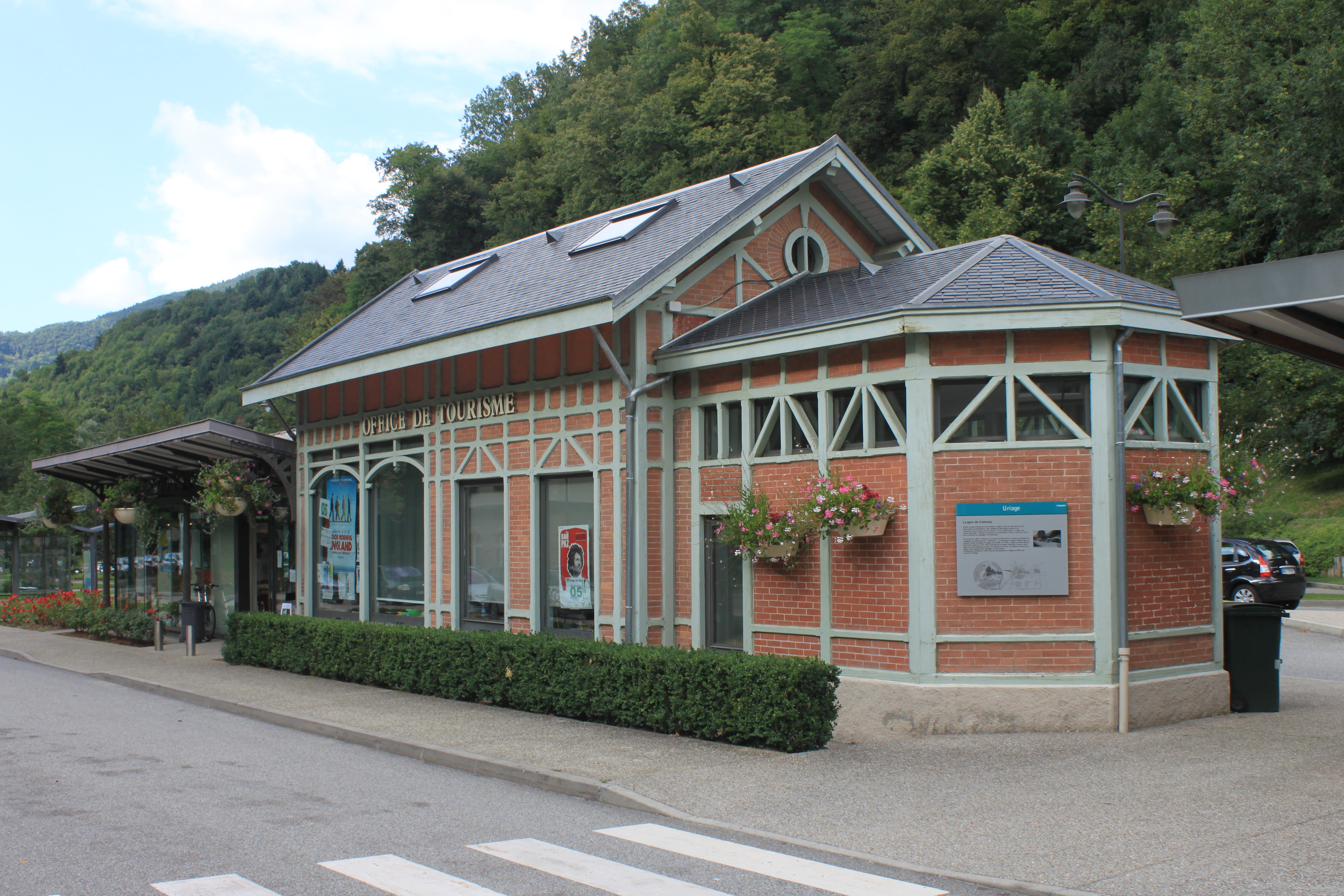
L'ex gare des VFD, aujourd'hui devenue office du tourisme de la ville d'Uriage-les-Bains.

Du réseau d'antan de la SGTE, il ne reste aujourd'hui quasiment rien. Le réseau ferré ayant été démantelé au fur et à mesure de la fermeture des lignes, ses traces ont disparu. Vestiges des lignes aériennes, il subsiste cependant, notamment au centre de Grenoble, de nombreuses accroches murales. Le matériel roulant a, quant à lui, totalement disparu et aucune rame n'a été conservée. Concernant le GVL, le TGC et les tramways des VFD, les voies ferrées ont aussi disparu. Il reste toutefois quelques accroches murales, mais surtout de nombreuses gares ont été conservées. Celle d'Uriage, par exemple, est occupée en 2010 par l'office du tourisme de la ville. Celle de Crolles est actuellement une Poste alors que celle de Saint-Ismier est devenu le Bistro de La Gare. Le terminus du GVL à Villard-de-Lans est quant à lui devenu une gare routière utilisée par des lignes Cars Région Isère.
Parfois, seule la toponymie rappelle le souvenir du tramway, comme la rue de la gare à La Terrasse, la « rue de l'ancien tramway » au Touvet ou le « chemin du tram » au Montalieu sur la commune de Saint-Vincent-de-Mercuze.